# Schiffsfresko von Akrotiri

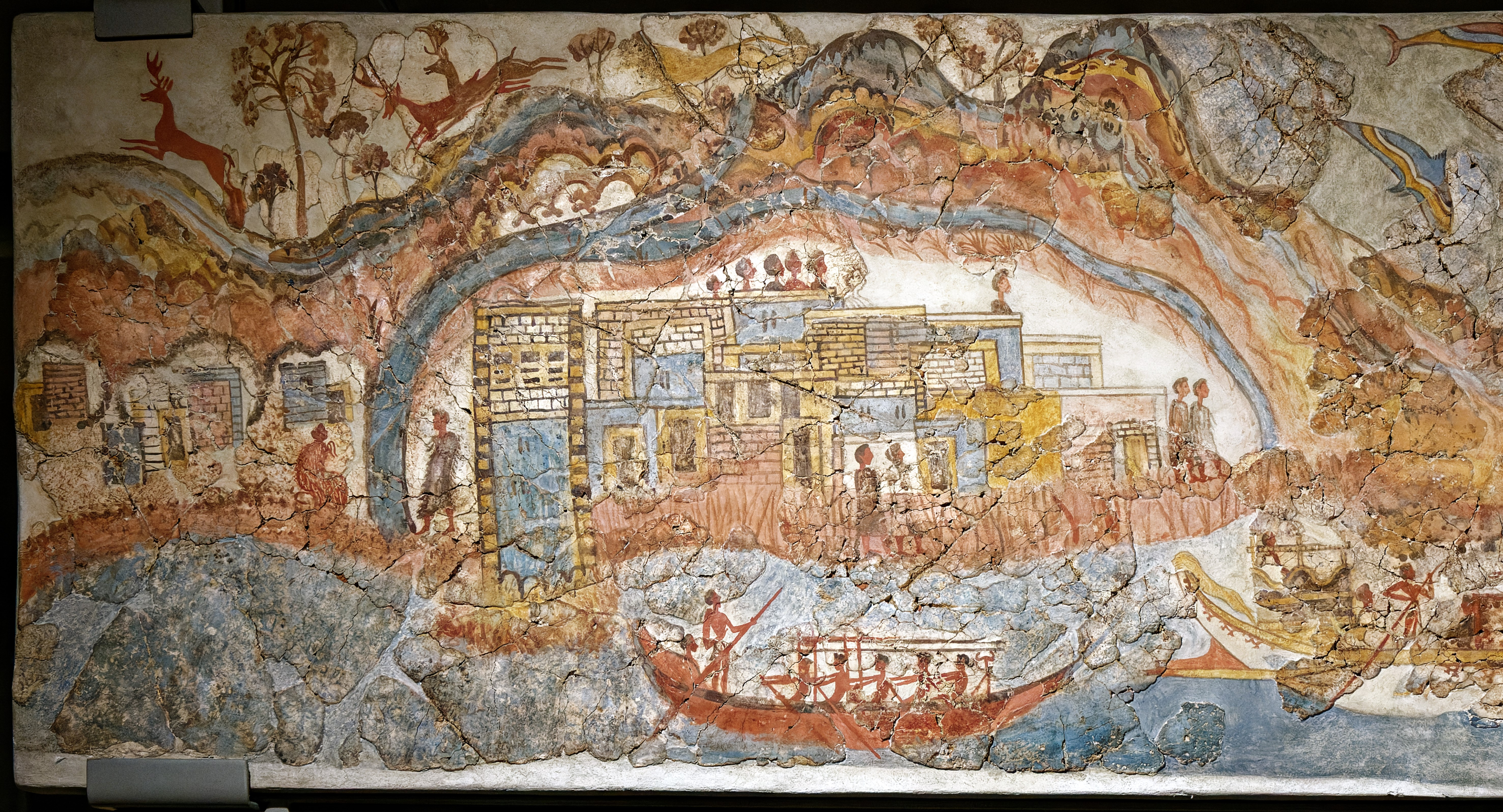
Ausschnitt aus dem linken Bereich des Schiffsfreskos
siehe Gesamtdarstellung

Als Schiffsfresko von Akrotiri wird ein knapp vier Meter langer Miniaturfries bezeichnet, der 1972 bei der Ausgrabung der archäologischen Fundstätte von Akrotiri auf der Kykladeninsel Santorin entdeckt wurde. Das aus aufgefundenen Bruchstücken rekonstruierte Fresko befindet sich derzeit im Depot des Archäologischen Nationalmuseums in Athen und ist der Öffentlichkeit nicht zugänglich. Der gute Erhaltungszustand des auch als „Schiffsprozession“ bekannten Freskos gründet sich auf dem Luftabschluss durch den Ascheregen der minoischen Eruption des Vulkans von Thera (Santorin) im 17. oder 16. Jahrhundert v. Chr. Die Grabungen fanden unter der Leitung von Spyridon Marinatos statt, der 1974 in der Ausgrabungsstätte tödlich verunglückte.

## Archäologischer Befund

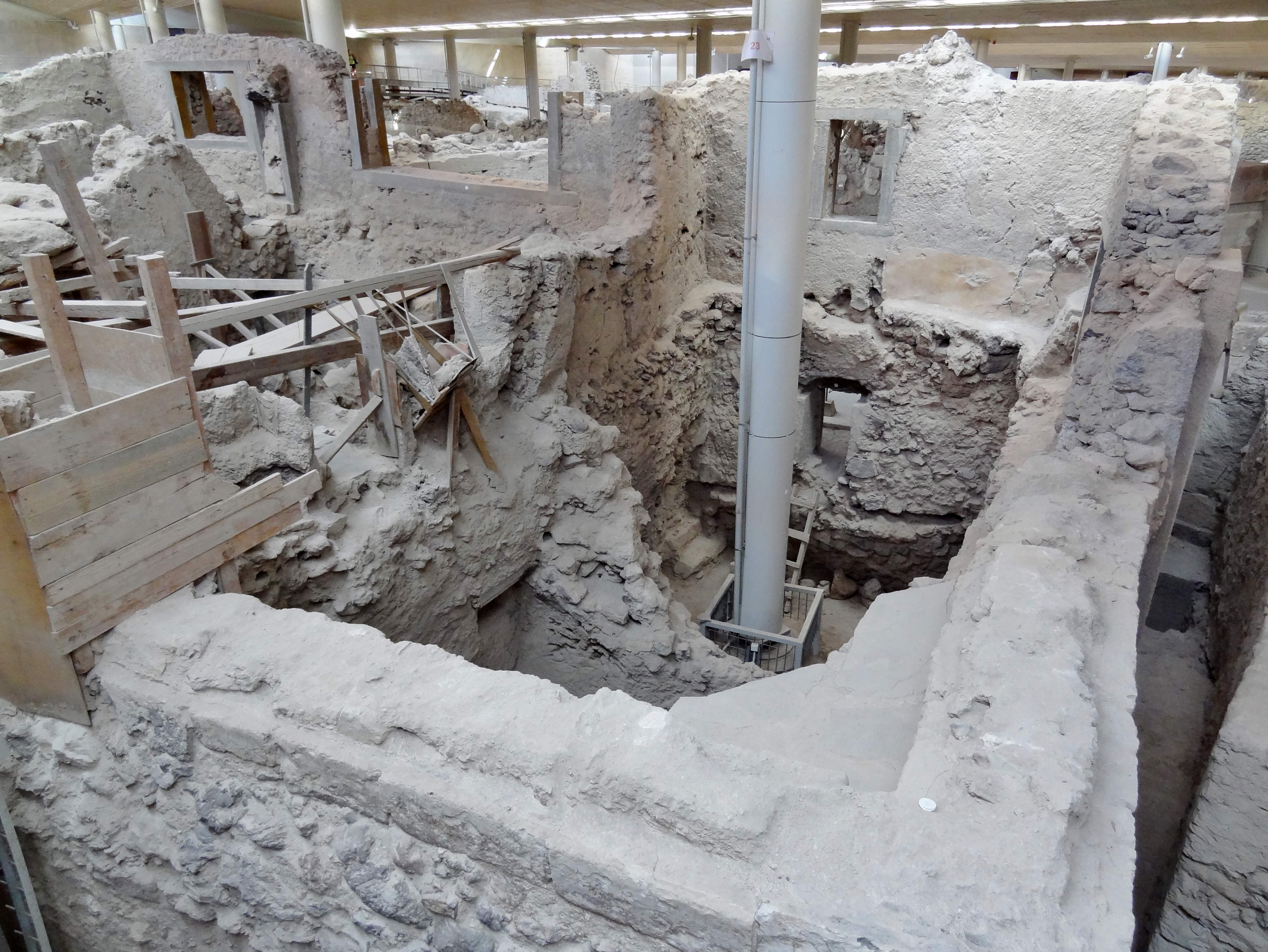
Fensterwände von Raum 5 (vorn) und Außenwände von Raum 4 (hinten rechts) und Raum 3 (hinten links) des Westhauses

Koordinaten der Fundstelle: 36° 21′ 6,8″ N, 25° 24′ 11,6″ O

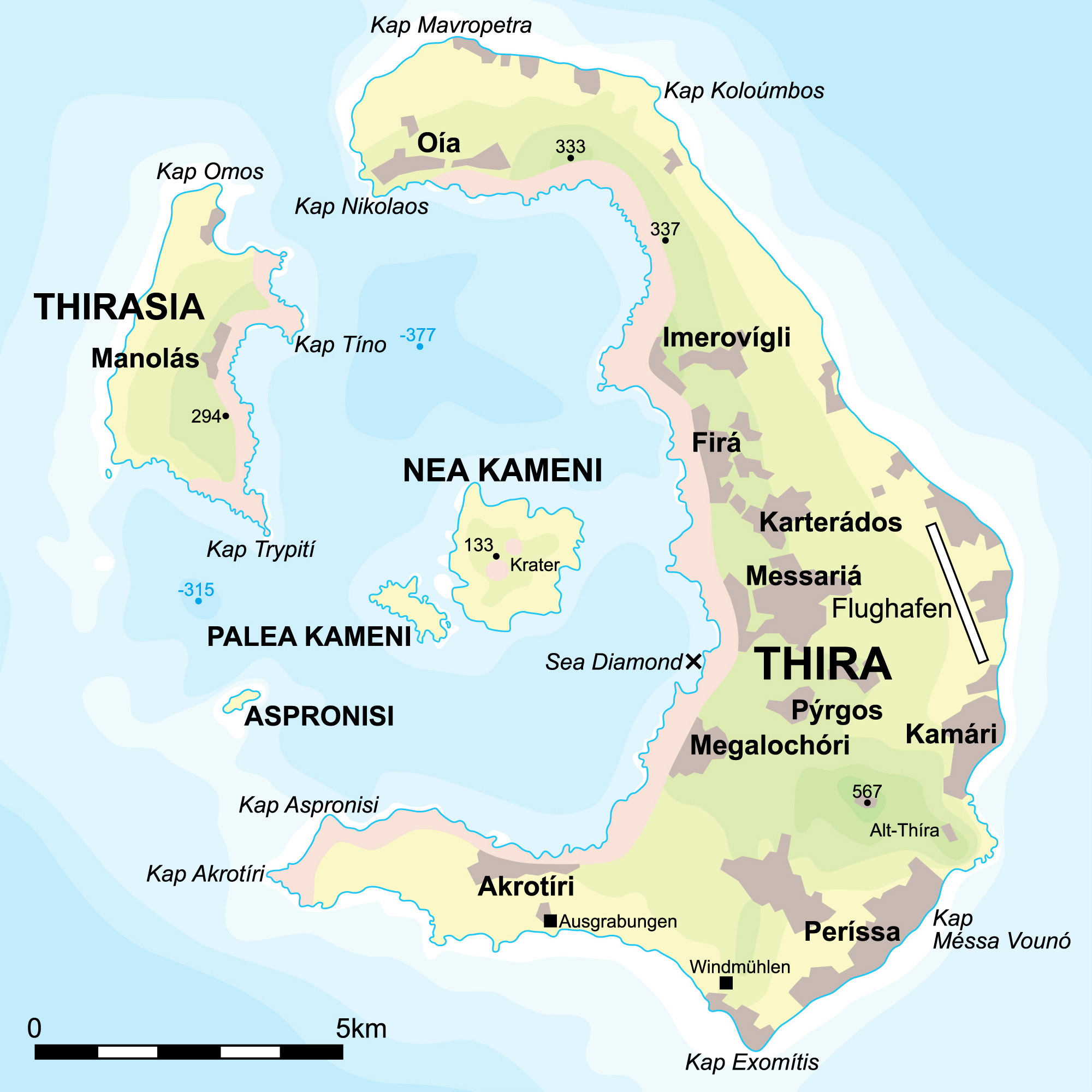
Archipel von Santorin mit der Ausgrabungsstätte von Akrotiri an der Südküste

Das aus der Zeit um 1650 bis 1500 v. Chr. stammende Fresko ist 3,90 Meter lang und 0,44 Meter hoch. Es war über Wandnischen und einem Durchgang der Südostwand des Raumes 5 im sogenannten Westhaus am Dreiecksplatz angebracht. Der Raum im Obergeschoss des Westhauses, dem Zeremonialbereich des Gebäudes, hatte eine Fläche von 4 × 4 Metern und eine Höhe von etwa 3 Metern. Die oberen Wandteile des Raumes, auf denen der bemalte Putz angebracht gewesen sein muss, sind nicht erhalten. Alle aufgefundenen Fragmente des Frieses waren von der Wand abgefallen und befanden sich auf dem Boden des Raumes oder, wo dieser eingestürzt war, im Füllmaterial des darunterliegenden Raumes, bis zu drei Meter unter dem Fußbodenniveau von Raum 5. Das nach seiner Entdeckung im Herbst 1972 ausgegrabene Schiffsfresko, dessen Fragmente zur Restaurierung nach Athen gebracht wurden, war Teil eines umlaufenden Frieses unterhalb der Zimmerdecke. Wie der im Südosten anschließende Raum 4 scheint der Raum 5 Wasser als gemeinsames Bildprogramm gehabt zu haben, Salz- wie auch Süßwasser.

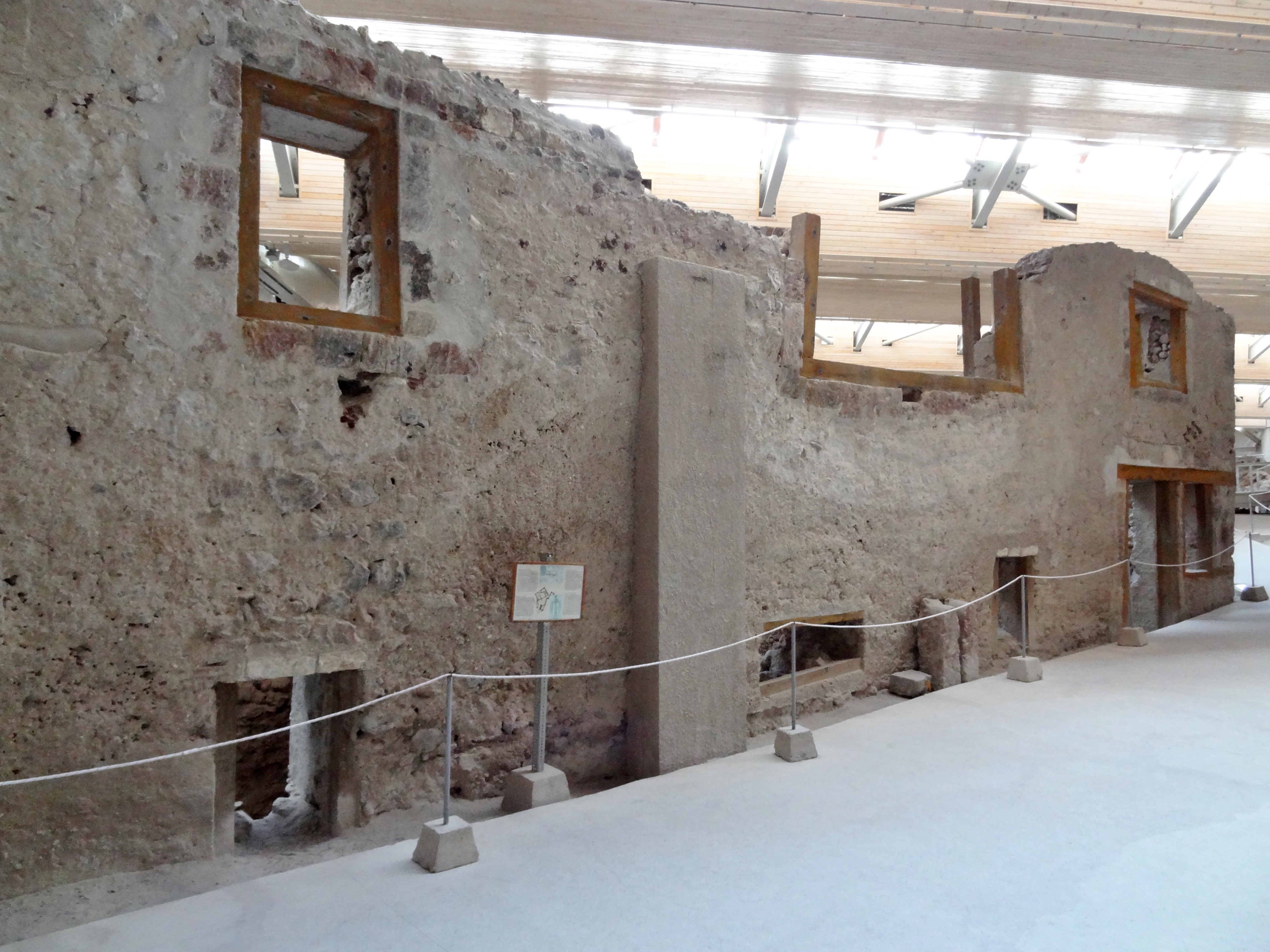
Südostseite des Westhauses mit den Fenstern von Raum 4 (links) und Raum 3 (Mitte) des Obergeschosses sowie dem Treppenaufgang (rechts)

Erhalten haben sich aus Raum 5 neben der Schiffsprozession verschiedene andere Fresken. So stammen von den Fensterwänden, der Nordwest- und der Südwestwand, die Darstellungen zweier nackter jugendlicher Adoranten in Lebensgröße unterhalb des Frieses. Beide tragen Fische und haben bis auf je zwei schwarze Locken kahlrasierte Köpfe. Der 0,20 Meter hohe Fries der Nordostwand zeigte unter der Zimmerdecke eine Flusslandschaft mit verschiedenen Tieren und einem Greifen, und auf dem 0,40 Meter hohen Fries über den Fenstern der Nordwestwand war eine Küstensiedlung mit fünf Lanzenträgern und darunter abgebildetem Schiffsuntergang dargestellt. In Raum 5 und dem sich im Südosten anschließenden Raum 4, der nur über den Durchgang unter dem Schiffsfresko von Raum 5 aus zu betreten war, wurden Opfertische, Rhyta und andere Kultgefäße gefunden. Dies deutet auf einen Kultkomplex hin, einen Schrein, der eine Entsprechung in der Ikonografie der Fresken beider Räume haben müsste.
Raum 4 scheint ein Zimmer zur Vorbereitung von Kulthandlungen gewesen zu sein, wie ein Abfluss und die Funde einer Badewanne, eines Bronzekessels, einer zerbrochene Schale mit rotem Farbstoff und eines Löwenkopfrhytons annehmen lassen. Aus der Laibung des von Raum 4 zu Raum 5 führenden Durchgangs stammt das Fresko einer Frauenfigur mit einer Schlangenlocke auf dem rasierten Kopf und einem Gefäß in der Hand, das man als Räucherpfanne identifizieren kann. Die als Priesterin angesehene Figur ist geschminkt, sie hat auffällig rote Lippen und ein rotes Ohr, und schreitet scheinbar in den Raum 5 hinein. Der Raum mit dem Schiffsfresko, Raum 5, hatte einen Zugang von einem größeren Raum in der Mitte des Hauses, Raum 3, mit einem Durchgang zur Treppe. Weiterhin führte ein Korridor an der Nordwestseite des Gebäudes von Raum 5 zu einem Raum, in dem über 100 konische Becher und zahlreiche Kannen gefunden wurden. Dieser Raum 6 war wohl eine Art rituelles Speisezimmer. Im Flur zwischen Raum 5 und Raum 6 enthielt ein gemauerter Schrank weitere Gefäße, darunter Kochtöpfe und Rhyta.
Wegen der drei Zugänge, der großen Fensterflächen an zwei Wänden und in die Wände eingelassener Nischen und Schränke hatte Raum 5 mit dem Schiffsfresko wenig Platz für Wandmalereien. Dass es trotzdem diese Vielfalt des Bildprogramms gab, spricht für eine kultische Bedeutung der Fresken. Zu dekorativen Zwecken waren sie an den reich gegliederten Wänden des Raumes nicht erforderlich. Die Wandbilder erhielten eine Ausrichtung nach Westen, in die Ecke zwischen den beiden Fensterwänden. Dort fand man auf einem Fensterbrett einen dreibeinigen Opfertisch, der mit schwimmenden Delfinen und verschiedenen Meeresmotiven bunt dekoriert war. Beide jugendliche Adoranten an den Fensterwänden waren in Richtung Westecke schreitend dargestellt. Auch die Prozession der Schiffe auf dem Fries bewegte sich scheinbar in diese Richtung.

Fresken aus Raum 5 des Westhauses
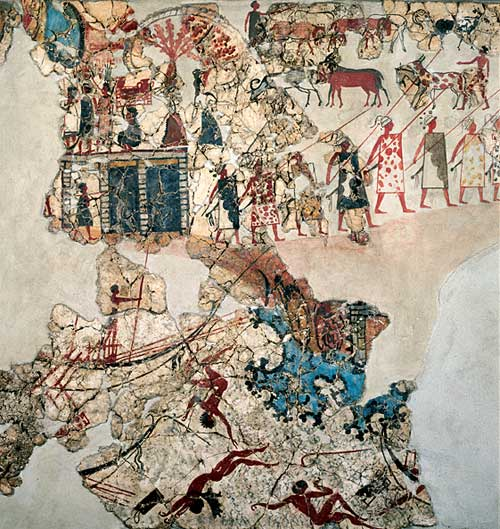
Szenen aus dem Nordwestfries
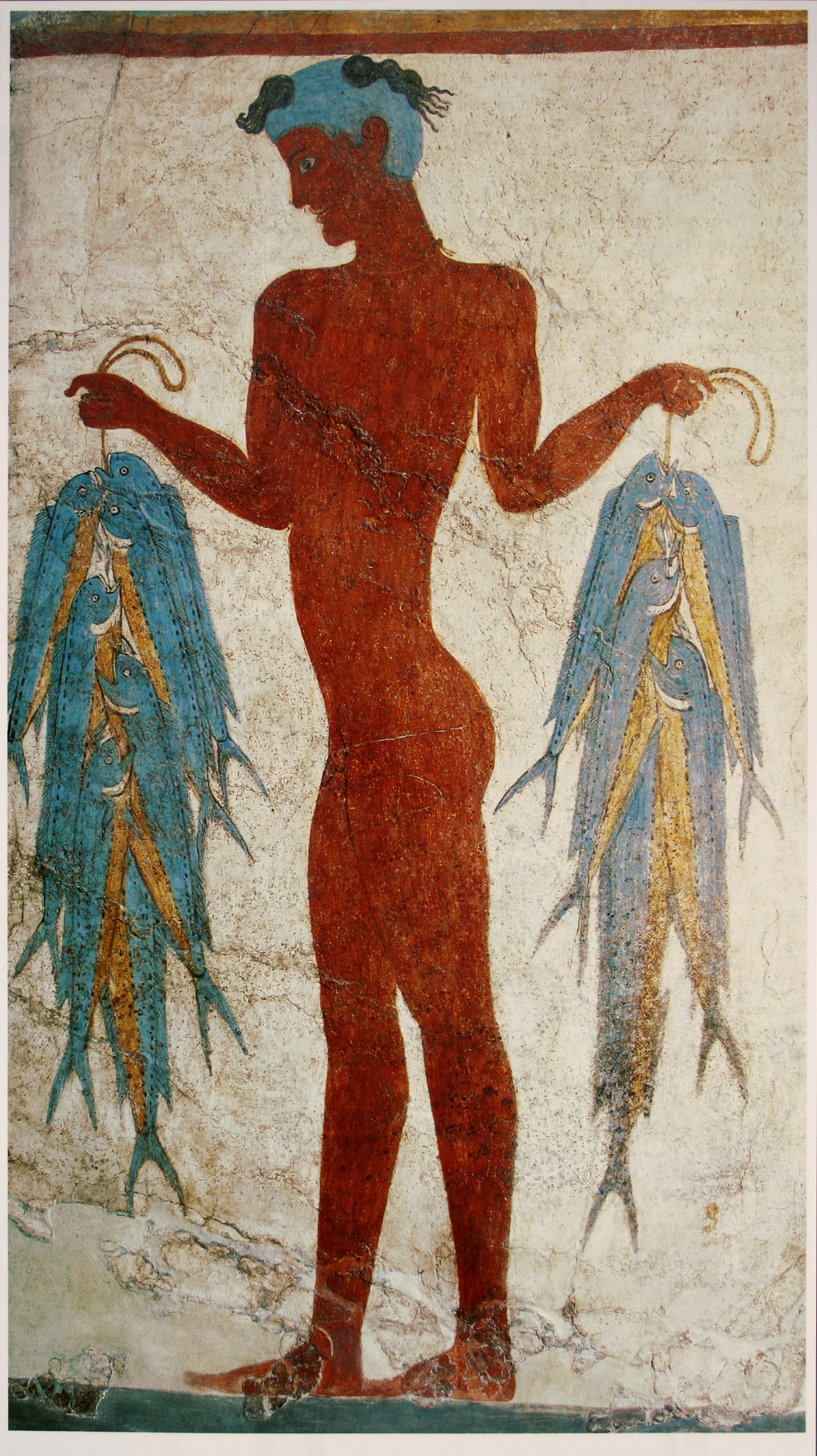
Adorant mit Fischen
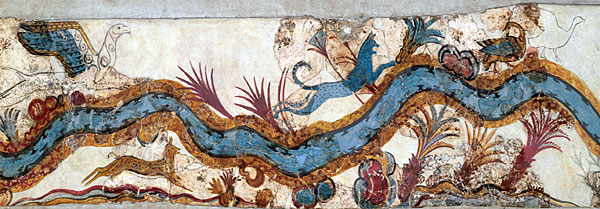
Nordostfries mit Darstellung einer Flusslandschaft mit Tieren und einem Greifen
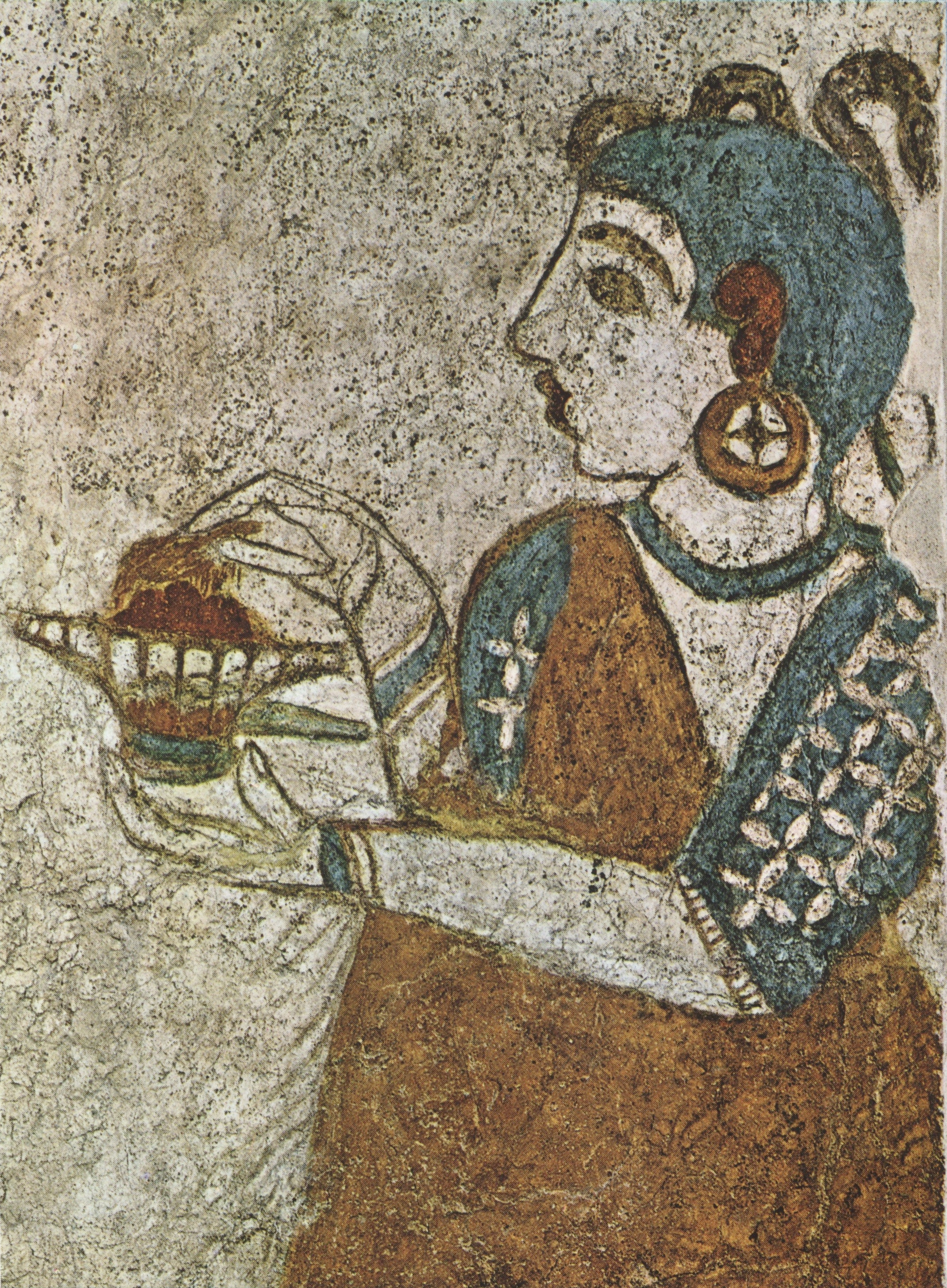
Priesterin im Durchgang von Raum 4

## Beschreibung des Freskos
Das Schiffsfresko von Akrotiri von der Südostwand des Raumes 5 im Obergeschoss des Westhauses zeigt eine Prozession teilweise verzierter und mit Blumen geschmückter Schiffe. Insgesamt sind auf dem Fresko 14 Schiffe oder Boote dargestellt, darunter 7 größere Schiffe, eines davon mit einem Rahsegel, die anderen mit um die 20 Personen mit Paddel an den dem Betrachter zugewandten Seiten. Von diesem aus gesehen besitzen alle an der Prozession beteiligten Schiffe an der linken Seite, am Heck, ein außen an der Schiffswand angebrachtes Ruder, so dass erkennbar ist, dass sie sich in dem Bild von links nach rechts bewegen. Die großen Schiffe haben zudem hinten eine aus Holzstangen erstellte, unten mit Rinderhäuten verkleidete und nach oben offene Kabine, eine Kajüte für den Schiffsführer (altgriechisch Nauarchos), und mit Ausnahme des Segelschiffes baldachinartige Aufbauten in der Schiffsmitte. Neben dem Segelschiff besitzen zwei der Prozessionsschiffe mittig Masten, von deren Spitzen Seile Richtung Bug und Heck angebracht sind. Bei einem der beiden Schiffe sind die Seile mit Gegenständen behangen, vielleicht als Verzierung und Kenntlichmachung als wichtigstes Schiff der Flotte. Es ist an der Bordwand mit Löwen und Delfinen bemalt, das Segelschiff mit Tauben.
Die Prozessionsschiffe bewegen sich auf dem Fresko von einer Landmasse zu einer anderen, wobei es sich um Festland, Inseln oder beides handeln könnte. Zwischen diesen Schiffen springen Delfine aus dem Wasser, insgesamt mindestens 15 Tiere, einige direkt nebeneinander. Auf beiden Landmassen sind Gebäude zu erkennen, die zum Teil zusammenstehend sicher Siedlungen oder Städte darstellen sollen. Die Stadt auf der linken, nordöstlichen Seite des Frieses ist dabei kleiner als die auf der rechten, südwestlichen Seite. Der Ausgangspunkt der Schiffsprozession befindet sich auf der linken Seite. Die Häuser der dortigen Stadt bestehen aus grauen, weißen, roten und gelben Steinblöcken. Die Stadt ist anscheinend von einem Ring aus Wasser umgeben, wobei im Vordergrund ein Boot mit 5 (10?) Ruderern, einem Rudergänger und einem Schiffsführer unterwegs ist. Letzterer sitzt offen, ohne Kabine, im Heck des Bootes. Da es wesentlich kleiner ist als die Prozessionsschiffe, kann man nicht deuten, ob es sich der Prozession anschließen will, obwohl es in dieselbe Richtung fährt. Links des „Wasserrings“ sind auf der Landmasse weitere Gebäude erkennbar, die nicht so dicht stehen wie in der Stadt. Hinter dem „Wasserring“ jagt ein Löwe drei Hirsche in einer mit Bäumen bestandenen Landschaft, die von zwei Berggipfeln überragt wird.

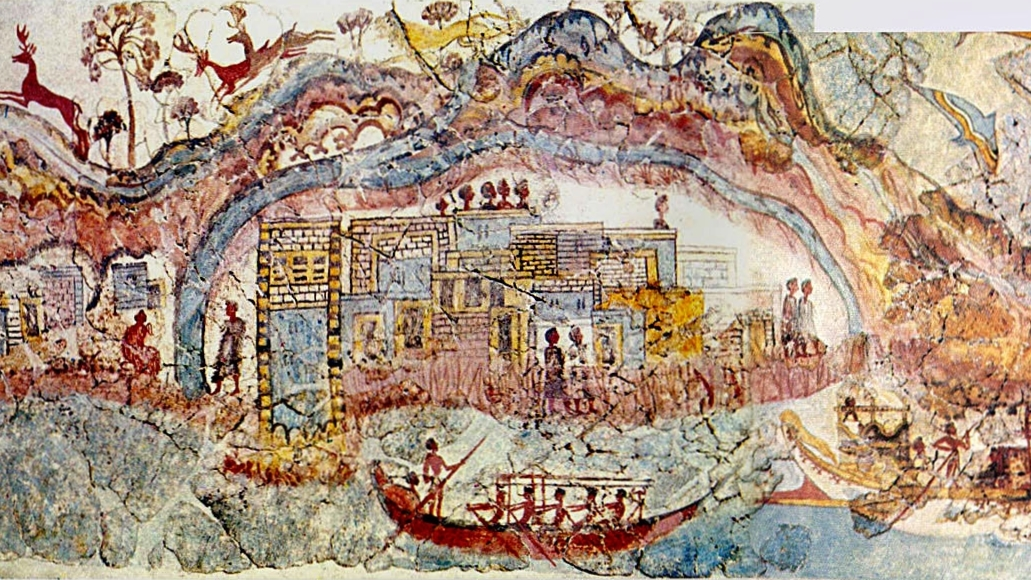
Ausgangspunkt der Prozession

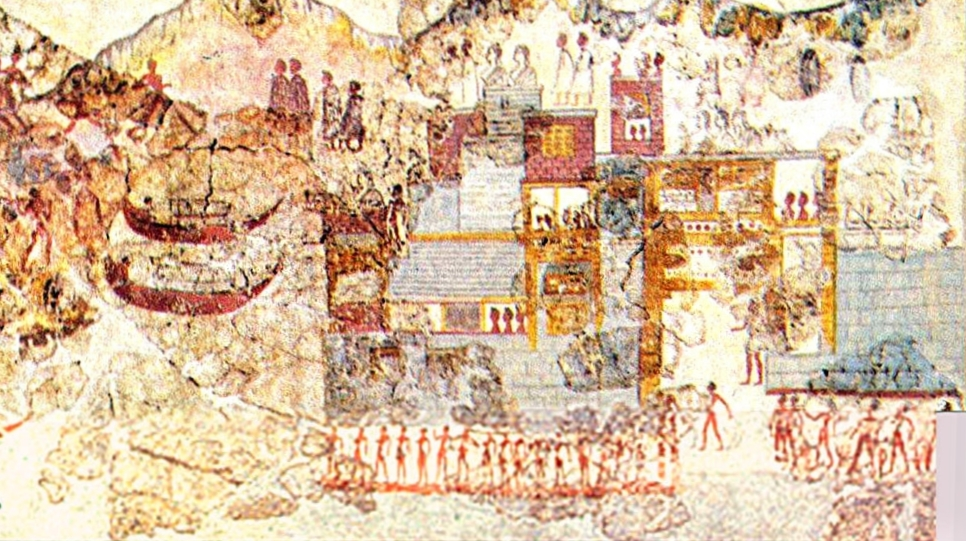
Zielort der Prozession

Der Zielort der Schiffsprozession auf der rechten Seite des Freskos ist eine größere Stadt mit einer Freitreppe in der Mitte, wie sie in der minoischen Kultur aus Knossos oder Phaistos bekannt sind. Die mehrstöckigen Gebäude bestehen aus grauen, roten und gelben Steinblöcken. Auf dem grauen Mauerwerk an der rechten Seite sind mindestens vier und an der linken Stadtseite mindestens zwei Kulthörner zu sehen, ein Zeichen religiöser Autorität und Hinweis auf ein sakrales Bauwerk der minoischen Religion. Links der Stadt ist eine Hafenbucht mit zwei darin liegenden Schiffen zu erkennen. Es schließt sich eine zweite, kleinere Hafenbucht an, in der sich drei Boote befinden. Zwischen beiden Häfen fährt ein kleines Boot ohne Aufbauten mit nur zwei Personen darin, das augenscheinlich nicht zur Schiffsprozession gehört. Hinter dem Ufer des kleinen Hafens mit den drei Booten ist ein mehrstöckiges rotes Gebäude errichtet. Hinter diesem, auf einem Berg, steht ein weiteres Gebäude aus weißem und gelbem Mauerwerk.

Schiffsprozession im Mittelteil des Freskos
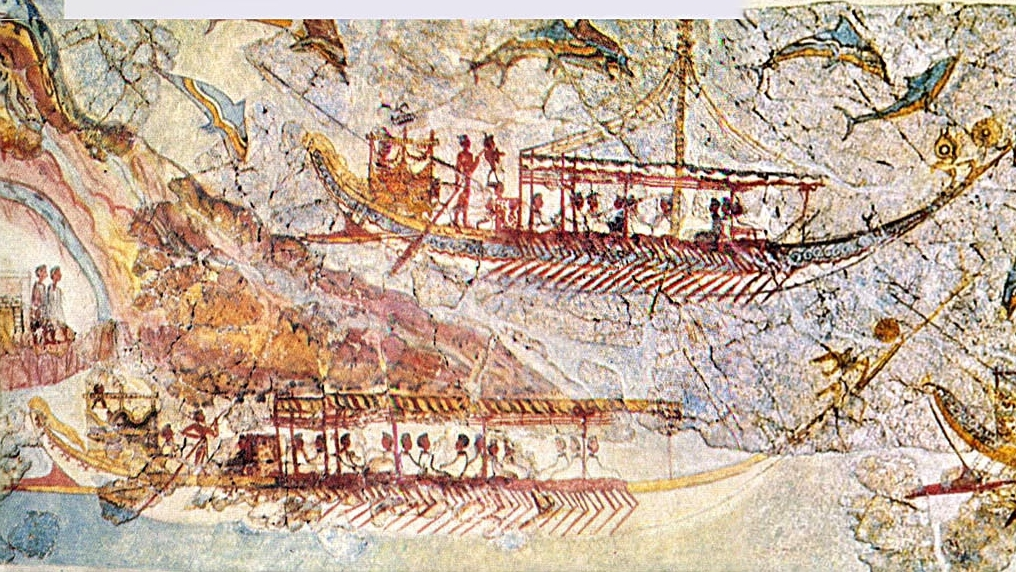
Verlassen des Ausgangspunktes
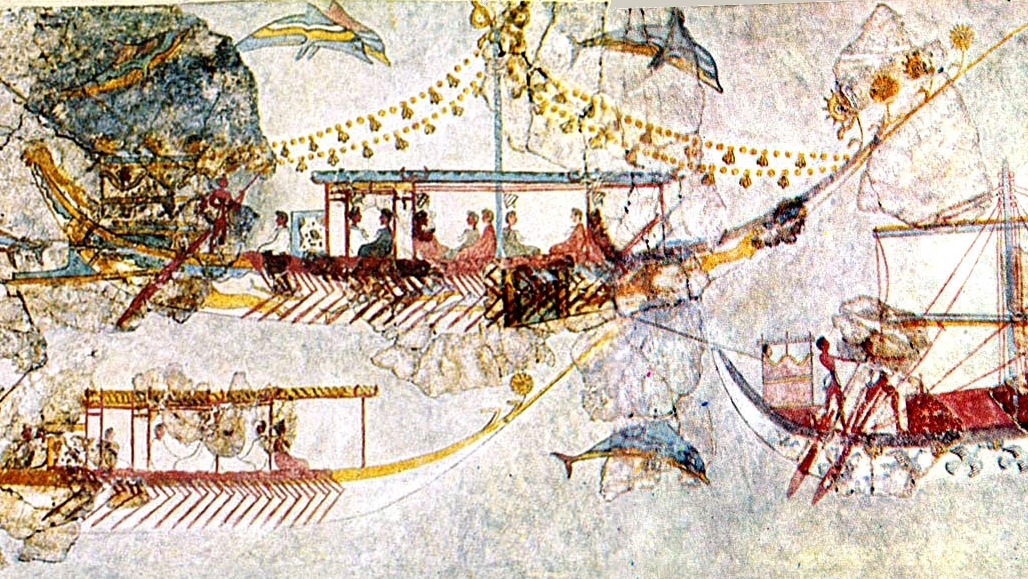
Hauptschiff und Segelschiff
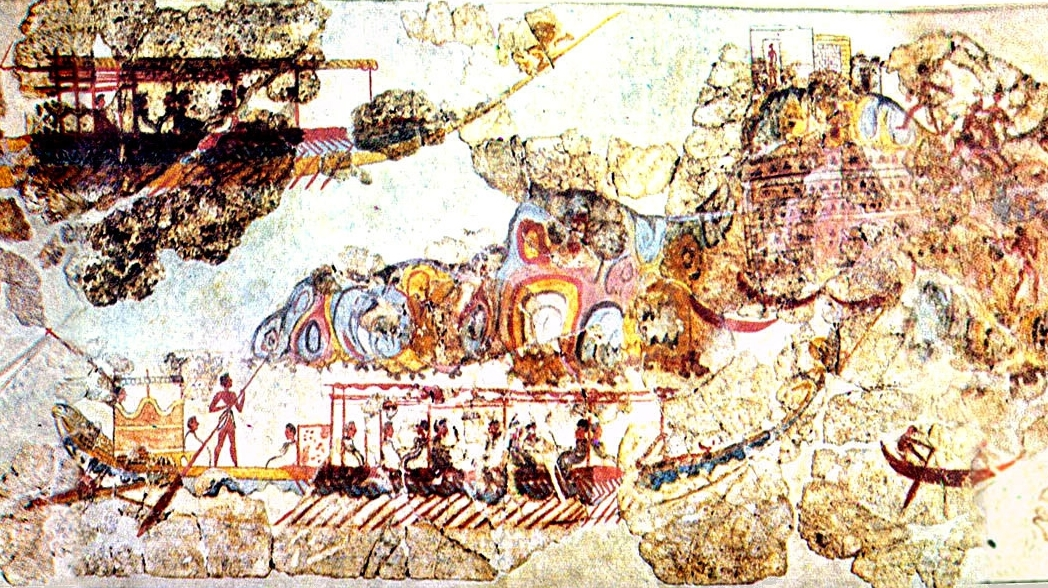
Eintreffen am Zielort

Die Menschen auf dem Fresko sind in stilisierter Form dargestellt. Sie unterscheiden sich durch ihre Bekleidung und ihre Tätigkeiten. Die Personen der Stadt auf der linken Seite tragen tunikaähnliche Gewänder. Mit Ausnahme zweier mit Tierfellen bekleideter Personen auf beiden Seiten des „Wasserrings“ links der Stadt beobachten die Bewohner die Schiffsprozession vom Strand oder den Dächern ihrer Häuser. Die Ruderer auf dem Schiff davor tragen, wie sämtliche Rudergänger auf dem Fresko, bei einem freien Oberkörper einen minoischen Schurz. Gleiches gilt für die Personen vor der Stadt auf der rechten Seite, von denen eine ein Opfertier führt, und einige Läufer und einen Fischer auf der dortigen Landmasse. Die Passagiere der Prozessionsschiffe sind mit Tuniken oder langen Umhängen bekleidet. Sie sind mit oder entgegen der Fahrtrichtung einander gegenüber sitzend dargestellt. An der großen Hafenbucht vor der rechten Stadt stehen vier Landbewohner in Tierfellen. In der Stadt sind Personen beiderlei Geschlechts eingezeichnet. Dort sind, im Gegensatz zu allen anderen Teilen des Freskos, auch weibliche Personen an ihren Frisuren und weißer Hautfarbe erkennbar. Auf einem Balkon mit Kulthörnern an der linken Seite der Stadt steht eine als Priesterin gedeutete Frau mit erhobenem rechten Arm, unmittelbar hinter ihr ein nacktes Kind. Wie sie schauen alle anderen Personen in der Stadt, die mit Tuniken oder Umhängen bekleidet sind, in Richtung der ankommenden Schiffe.

## Deutung des Freskos

### Hypothesen
Die verschiedenen Deutungen des Schiffsfreskos von Akrotiri beschäftigen sich zum einen mit der Lokalisation der Schiffsprozession, zum anderen mit dem möglichen Inhalt der Szenerie, also was in dem Bild dargestellt wird. Da das Fresko in einer Ausgrabungsstätte auf Santorin gefunden wurde, ist ein Bezug zur Insel anzunehmen. Dieser wurde bei allen bisherigen Deutungsversuchen aufgenommen. Dabei spielen die auf den beiden Landmassen zu erkennenden geologischen Formationen, wie Küstenlinien und Berge, und die abgebildeten natürlichen Gegebenheiten, die Pflanzen- und Tierwelt, eine große Rolle. Bei der Interpretation der Schiffsprozession sind die Fundsituation und der Fundzusammenhang zu beachten. Daneben gibt die Darstellung der Menschen, der Schiffe und der Gebäude Anhaltspunkte für die Bewertung des Geschehens. Unter den Beschreibungen des Schiffsfreskos gab es Deutungen als Expedition nach Libyen, eine Militärexpedition unter der Beteiligung von Mykenern, eine religiöse Feier oder, in Verbindung mit dem gegenüberliegenden Fries aus Raum 5 des Westhauses, einen Schiffbruch als Zeichen für die Gefahren des Meeres.
Der Grabungsleiter von Akrotiri bis 1974, Spyridon Marinatos, hielt die Szenerie für eine Rückreise von einer Expedition nach Libyen. Er hatte sich mit dem Aufbau der dargestellten Schiffe beschäftigt und erkannt, dass sie nicht durch Rudern, sondern Paddeln vorangetrieben wurden. „Die auffallend kurz wirkenden Riemen werden von den Rojern [Ruderern] mit beiden Händen manövriert. Dabei neigen sich die Rojer mit der Brust stark über das Dollbord, so dass ihre Rücken eine Wellenlinie bilden.“ Als Beispiel verweist er auf die Abzeichnung des besterhaltenen Schiffs des Freskos mit seinen 21 „Rojern“ auf der Steuerbordseite. Marinatos’ Schlussfolgerung lautete: „Für das Manövrieren der Rojer mit den auffallend kurzen Riemen in der sonst nicht belegten Stellung vermag ich nur eine Erklärung zu geben: das Gewässer ist zu seicht, und die Rojer  p a d d e l n .“ Das seichte Gewässer bringt er im Folgenden mit der Großen Syrte vor Libyen in Verbindung. Auch auf den verbliebenen Teilen des gegenüberliegenden Frieses, an der Nordwestwand in Raum 5 des Westhauses, meint er bei den Ertrunkenen des Schiffsuntergangs aus der Art der Darstellung Libyer zu erkennen.

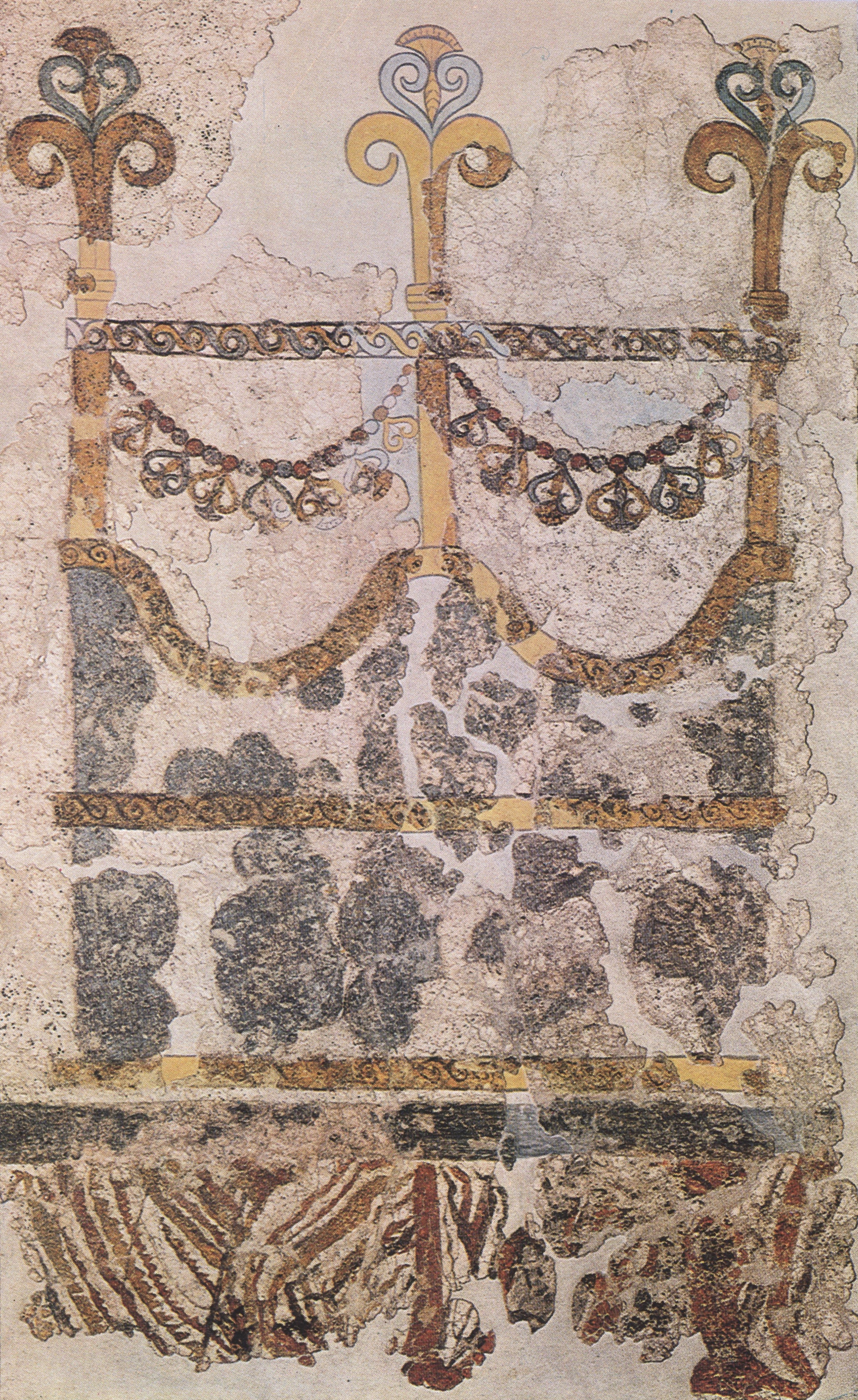
„Kapitänskajüte“ auf einem Fresko in Raum 4 im Obergeschoss des Westhauses von Akrotiri

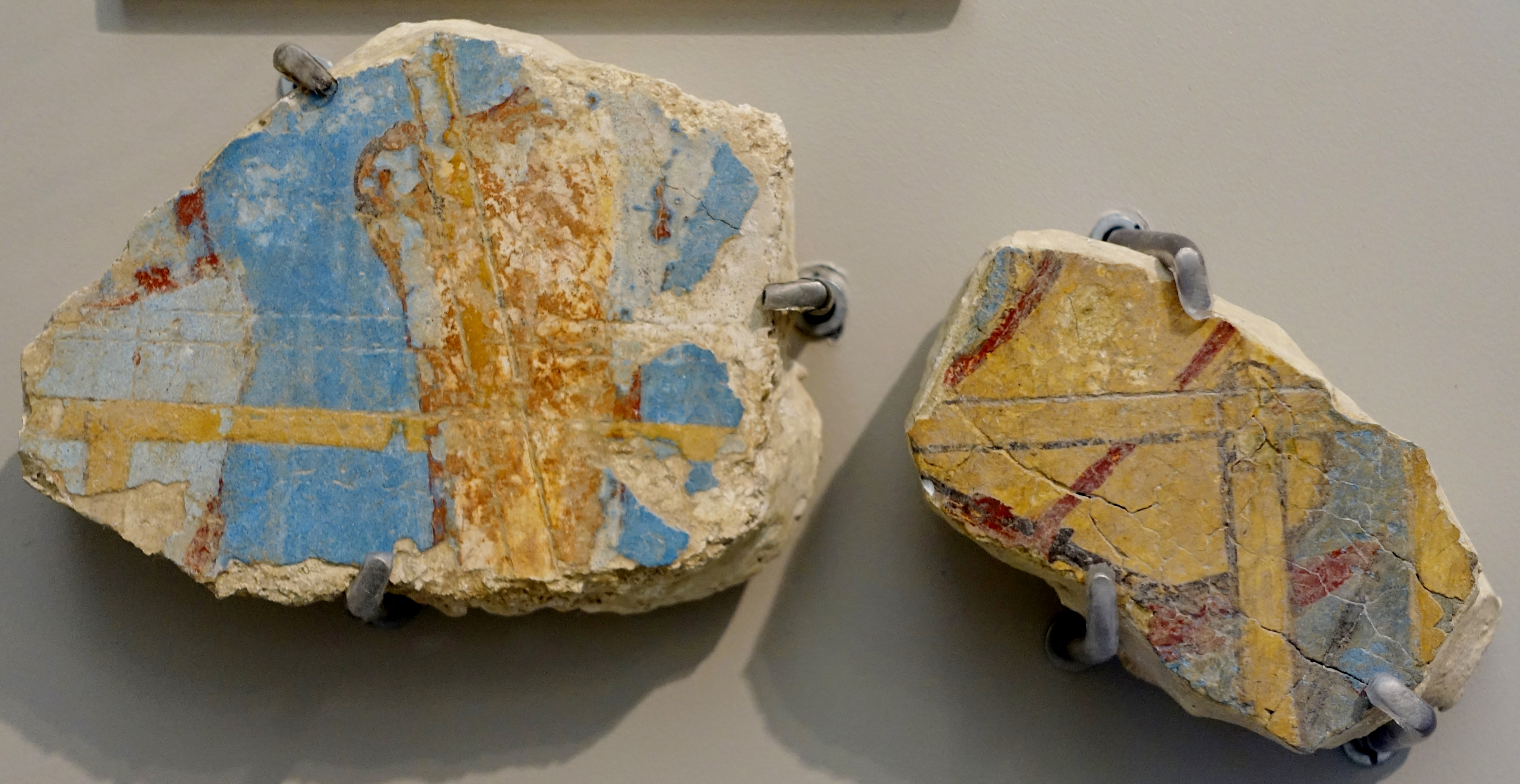
Fragmente des „Sänftenfreskos“ aus Knossos mit möglicher Darstellung eines Schiffsaufbaus mit rechts sitzender Figur in langem Gewand und links dargestellter kleiner Gestalt

Abgesehen von diesem Lokalisierungsversuch befasste sich Spyridon Marinatos mit der Konstruktion der Schiffe auf dem Fresko. So nimmt er, basierend auf Angaben von Vitruv, für das besterhaltene Schiff, das auf dem Fresko eine Länge von 62 Zentimetern aufweist, eine Originallänge von 33,75 Metern und eine größte Breite in der Mitte von über 2 Metern an. Angetrieben wurde das Schiff von 42 „Rojern“. Neben den Männern mit den Mänteln in der Schiffsmitte erkennt Marinatos einen Schiffsführer in der aus Stangen erstellten Kajüte des Hecks, eine davor sitzende kleine Gestalt, vielleicht einen Schiffsjungen, einen Steuermann oder Rudergänger und eine den „Rojern“ mit einem Instrument, möglicherweise länglichen Klappern, das Tempo vorgebende Person. Für die Schiffsgröße bezieht er sich auch auf den Vergleich der Heckkajüte (bei Homer als ἴϰρια ikria bezeichnet) mit der Darstellung von acht derartigen Kajüten in Originalgröße von über 1,40 Metern Höhe auf den Fresken in Raum 4 des Obergeschosses des Westhauses. Das erste große Schiff der Prozession auf der linken Seite des Schiffsfreskos ist mit 75 Zentimetern etwas länger als das beschriebene, durch die Perspektive aus der Position im Vordergrund jedoch nicht unbedingt größer, als das hintere. Marinatos charakterisierte die großen Prozessionsschiffe als Amphielissa (altgriechisch ἀμφιέλισσα).
Neuere Untersuchungen reduzieren die von Spyridon Marinatos angenommenen Originalmaße der abgebildeten Schiffe etwas. So könnte das besterhaltene Schiff eine Länge von 23,2 Metern bei einer Breite von 4,7 Metern gehabt haben. Das kleinere Schiff vor der linken Stadt hätte danach die Maße 9,7 × 2,0 Meter, das Hauptschiff 23,6 × 4,7 Meter und das Segelschiff 16,7 × 3,3 Meter.
Für die Archäologin Nanno Marinatos, Tochter von Spyridon Marinatos, deuten die Motive des Schiffsschmucks auf einen religiösen Anlass der Schiffsprozession. Sie erkennt in ihr einen „Festaufzug auf See“, eine Feier, bei der „die Flotte eine wichtige Rolle spielt“. Schon die Funde aus den Räumen 4 und 5 des Obergeschosses des Westhauses, wie Opfertische, Rhyta und andere Kultgefäße, sowie die Inhalte der anderen dort entdeckten Fresken, die Darstellungen einer Priesterin, zweier Adoranten oder eines Greifen in der Flusslandschaft, stellten das Schiffsfresko in einen kultischen Rahmen. Aus der Fortbewegung der Schiffe durch die „kraftraubende, archaische Methode“ des Paddelns, wie bei einem Drachenboot, statt durch Rudern erkennt Nanno Marinatos eine rituelle Ausfahrt. Weiterhin verweist sie auf die weibliche Person mit erhobenem Arm auf dem Balkon mit den Kulthörnern in der rechten Stadt, in ihren Augen eine Priesterin, und auf die „Jünglingsprozession“ vor der dortigen Stadt, bei der ein Tier zum Opfer geführt wird.
Bezüglich der Lokalisierung legt sich Nanno Marinatos nicht fest. Sie nimmt jedoch an, dass es sich bei der Stadt auf der rechten Seite der Schiffsprozession wahrscheinlich um Akrotiri handelt, den Fundort des Freskos. Sie beruft sich auf Peter M. Warren, wenn sie konstatiert, dass „die topografischen Angaben des Freskos ausgezeichnet auf die Ägäis passen“, was auch für die Wiedergabe von Flora und Fauna gilt. Eine Rückreise von einer Expedition nach Libyen hält sie in diesem Zusammenhang für unwahrscheinlich. Dagegen spräche auch, dass „die Fortbewegung der Schiffe durch Paddeln nicht mit einer langen Seereise in Einklang gebracht werden“ könne. Marinatos verweist weiter auf die Unterschiede der dargestellten Städte, die linke aus einfachen Gebäuden bestehend, die rechte mit „eindrucksvollen Bauwerken“ und Kulthörnern auf der Mauerkrone rechts des Stadttores. Da sie die rechte Stadt für Akrotiri hält, geht Nanno Marinatos bei der linken von einer „abhängigen Siedlung ‚in der Provinz‘ auf Thera oder einer benachbarten Insel“ aus. Ungewöhnlich erscheint ihr hingegen der in der dortigen Landschaft „frei umherschweifende Löwe“, der drei Hirsche jagt.

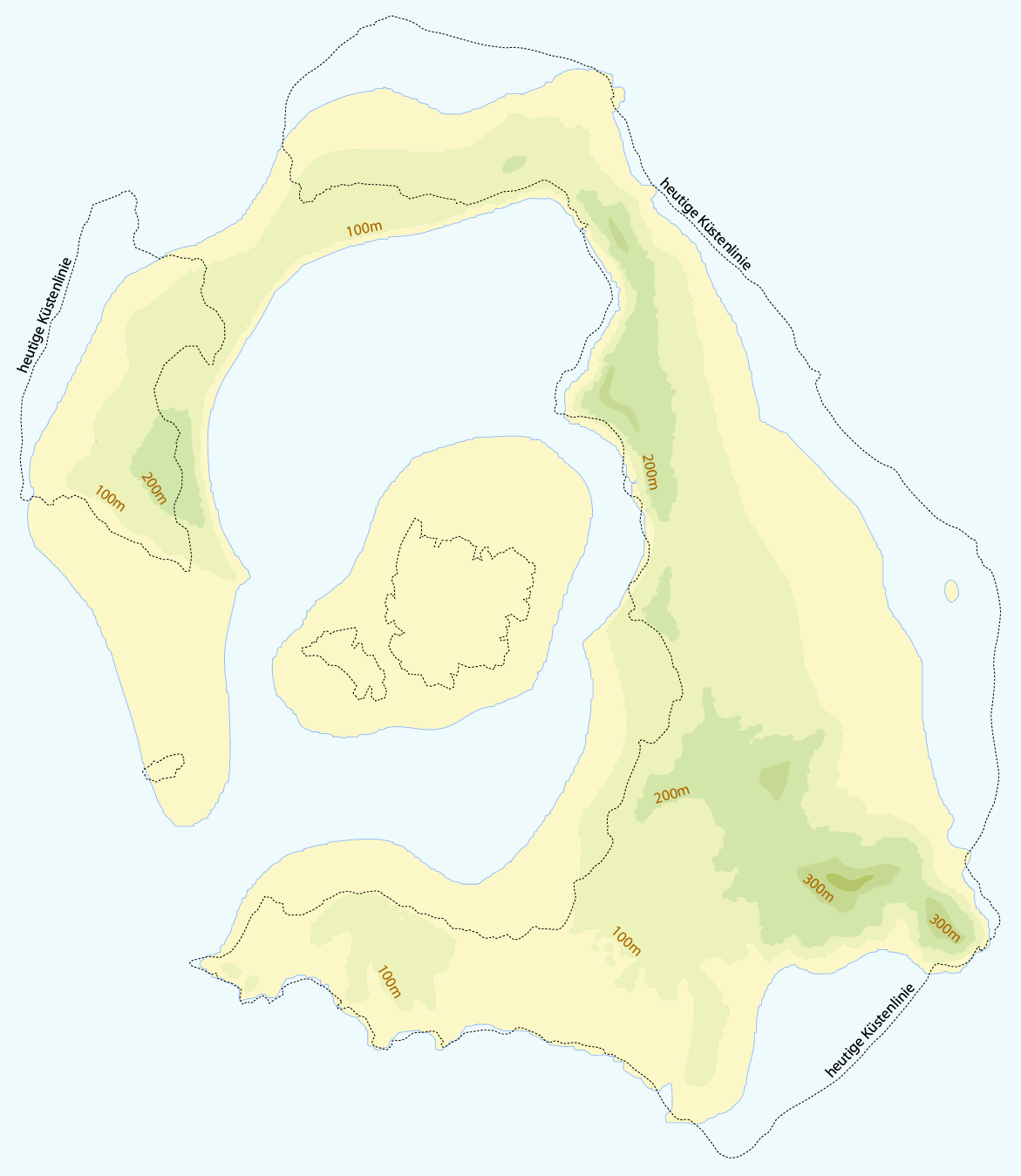
Rekonstruktion des Archipels von Santorin vor der minoischen Eruption nach Druitt und Francaviglia (1991)

Der Archäologe Thomas F. Strasser sieht keinen Grund für die Annahme, dass die Stadt der Ankunft der Schiffsprozession auf der rechten Seite des Freskos Akrotiri sei. Er begründet dies damit, dass die Darstellung eines großen Hafens oder sogar zweier Häfen zu Akrotiri nicht passe, schließlich läge die Ausgrabungsstätte an der Südküste Santorins, an der Außenseite der Insel, und nur einen Kilometer weiter nördlich erstreckte sich die Caldera, der „beste natürliche Hafen in der Ägäis, wenn nicht sogar des gesamten Mittelmeerraumes“. Strasser geht von einer halbmondförmigen Landmasse für Thera vor der Minoischen Eruption aus, mit einer nordwestlichen und westlichen Landverbindung über Thirassia nach Aspronisi und einer Insel innerhalb der Caldera.

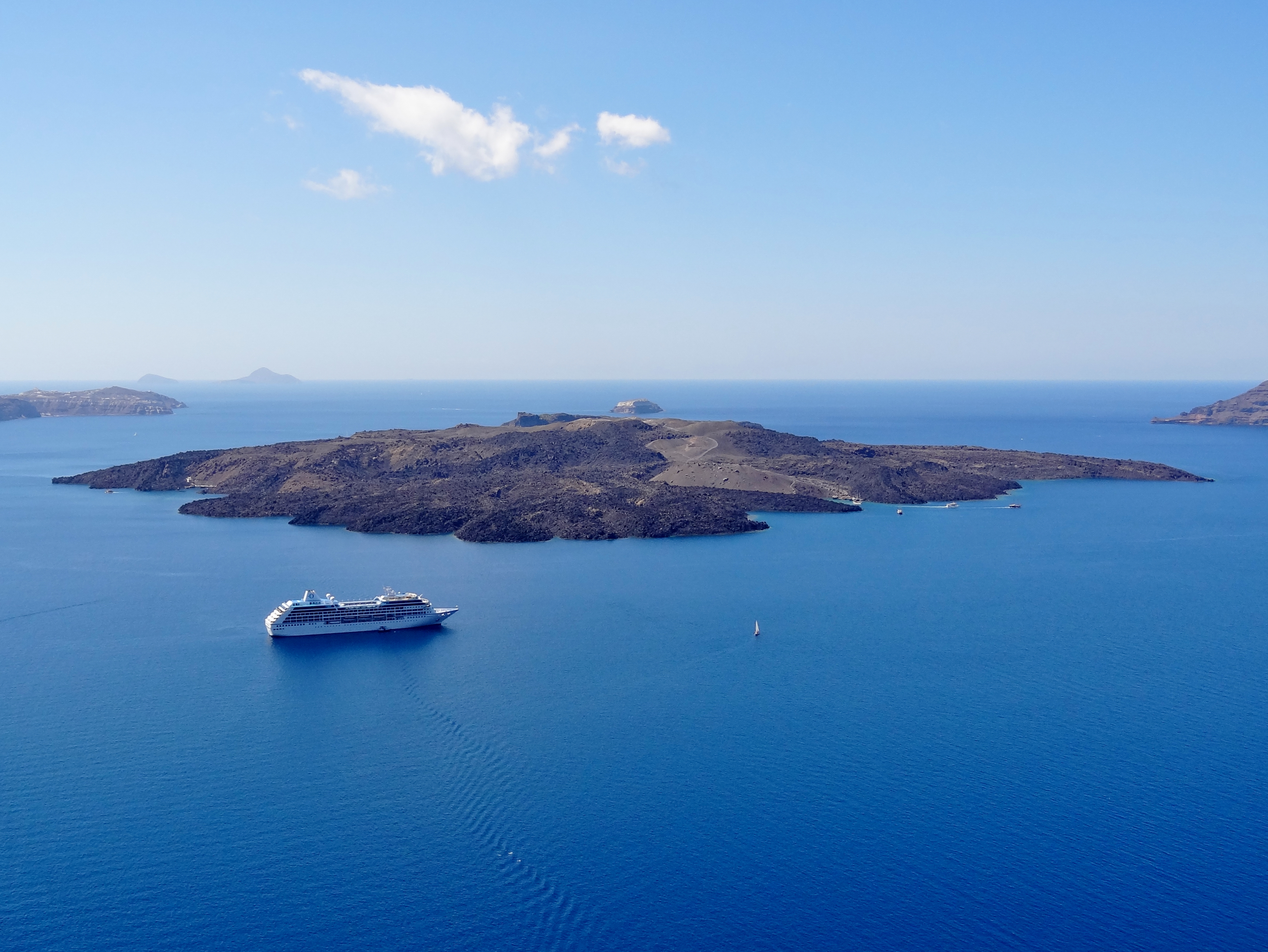
Ostansicht der Caldera mit Nea Kameni (Mitte), dahinter Palea Kameni und Aspronisi, links Kap Akrotiri (Santorin), rechts Kap Tripiti (Thirassia)

Der Interpretation des Frieses als nautischem Fest oder religiöser Zeremonie wie auch einer Kombination von beidem schließt sich Strasser hingegen an. Er leitet dies, wie Nanno Marinatos, aus der Dekoration der Schiffe, der festlichen Kleidung der Passagiere und der Praxis des Paddelns ab, was nicht für eine lange und weite Reise spräche. Die abgebildeten Delfine deutet Strasser als Metapher für das offene Meer, die Tierwelt der Landmassen hält er für kykladisch, einschließlich des Löwen, wobei er auf Knochenfunde von Agia Irini auf Kea und die häufige Verwendung von Löwen als Motiv in der ägäischen Kunst verweist. Für Löwen, wie auch Affen, nimmt er eine Einfuhr aus Afrika an. Schließlich formuliert er seine These, dass es sich bei dem Fresko um die Darstellung einer Prozession innerhalb der Caldera handele, mit Blick von Osten auf das offene Meer. Der Ausgangspunkt habe bei Raos, nahe Kapparies, auf der Halbinsel Akrotiri gelegen, der Zielort zwischen Aspronisi und dem Kap Tripiti auf Thirassia.
Die Geologen Walter L. Friedrich und Annette Højen Sørensen deuten die Prozession ebenso innerhalb der Caldera, verlegen sie hingegen in die entgegengesetzte Richtung. Auf der Basis geologischer Gegebenheiten und archäologischer Forschungen präferieren sie als Ausgangspunkt die Bucht von Mouzaki im Norden Santorins und als Ankunftsort der Flotte die archäologischen Stätten bei Balos und Raos nahe Akrotiri.

### Kontroversen
Die Ausgrabungen von Akrotiri auf Santorin erbrachten die reichhaltigste Sammlung von Wandmalereien der Bronzezeit in der Ägäis. Von den Darstellungen war wohl keine häufiger Gegenstand wissenschaftlicher Forschung als das Fresko der sogenannten Schiffsprozession. Entsprechend kontrovers sind die Ansichten zum Inhalt und zur Lokalisierung.

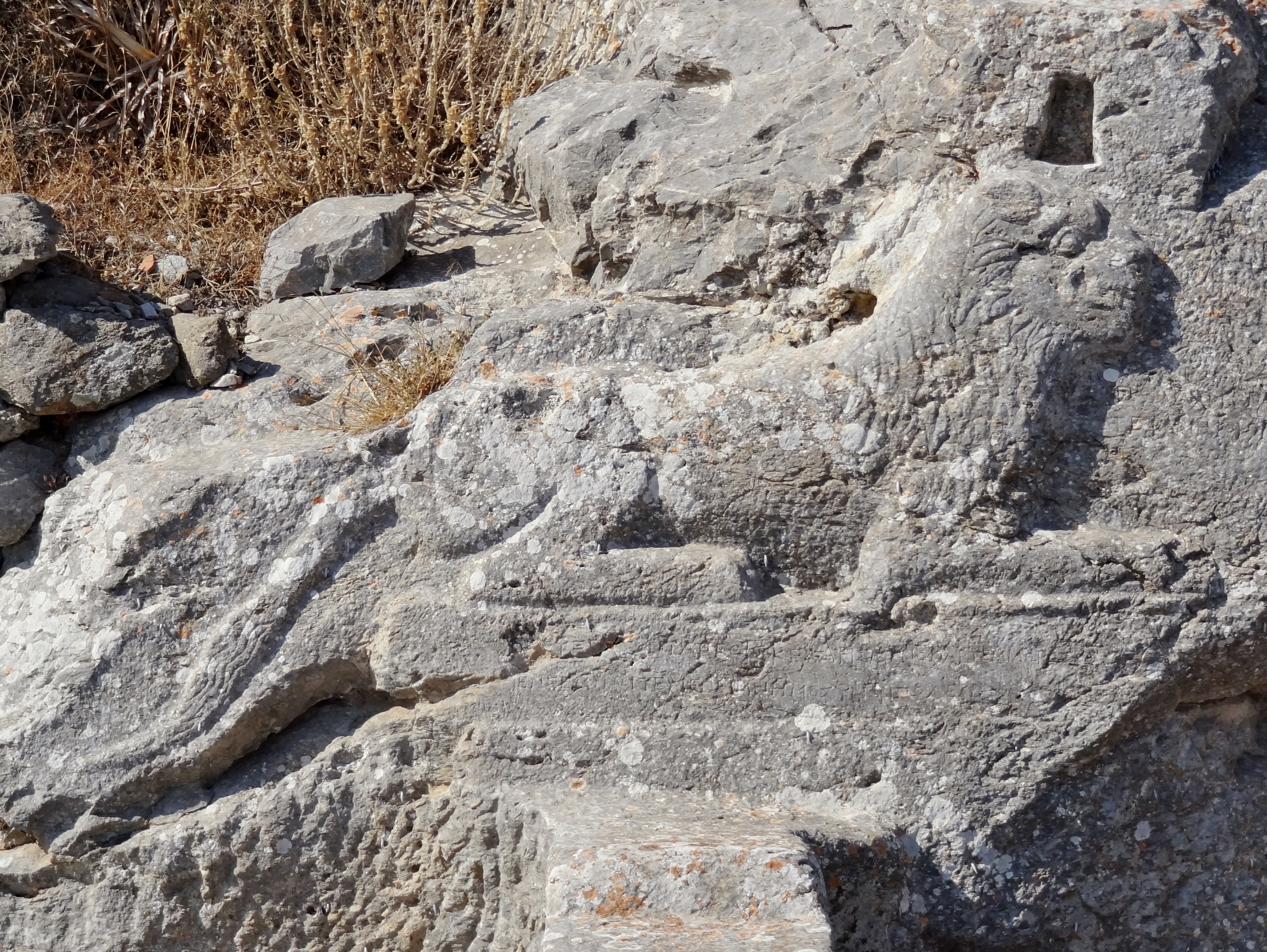
Relief eines Löwen im Temenos des Artemidoros von Alt-Thera

Schon der ersten Interpretation des Grabungsleiters, Spyridon Marinatos, das Fresko stelle die Rückreise einer Flotte aus Libyen nach Akrotiri dar, wurde meist widersprochen. Seine Tochter Nanno Marinatos nannte dafür die wichtigsten Gründe: Die dargestellte Fortbewegungsart des Paddelns war für eine Reise von der Küste Afrikas in die Ägäis nicht geeignet und die Ansicht, dass das Schiffsfresko eine Fortsetzung des Nordwestfrieses wäre, auf dem ihr Vater schiffbrüchige Libyer zu sehen glaubte, sei nicht gerechtfertigt, auch wenn beide Gemälde in einem bestimmten Zusammenhang ständen. Auch der die drei Hirsche jagende Löwe in der Landschaft auf der linken Seite des Schiffsfreskos ist nach Thomas Strasser kein Tier, das nicht in die Ägäis passe, sondern komme in der Kunst häufig vor. Hier sei nur auf den Löwen von Kea, das Löwentor von Mykene oder die Löwenterrasse auf Delos verwiesen. Selbst im Temenos des Artemidoros am Nordende von Alt-Thera gibt es einen aus dem Stein gehauenen Löwen.
Die These, dass es sich bei der auf der rechten Seite des Schiffsfreskos dargestellten Stadt um Akrotiri handele, wurde hingegen oft übernommen, so von Geraldine Gesell (1980), Ellen Davis (1983), Nanno Marinatos (1984), Joseph Shaw (1990), Christos Doumas (1992), Ora Negbi (1994), Stuart Manning et al. (1994), Marjatta Luton (2000), Christina Televantou (2000) und Philip Betancour (2007). Dem hält Thomas Strasser entgegen, dass es keinen vernünftigen Grund zu der Annahme gäbe, dass es sich bei der Stadt des Ankunftsortes der Schiffsprozession um Akrotiri handele und nicht um irgendeine andere bronzezeitliche städtische Siedlung. In Raum 5 des Westhauses seien fünf Städte abgebildet. Strasser meint, es wäre eine „merkwürdige und dogmatische Konvergenz wissenschaftlicher Meinung, dass nur eine von ihnen als Akrotiri angesehen werde“. Dem Versuch Christos Doumas’ von 2007, den „Doppelhafen“ auf der rechten Seite des Freskos mit Akrotiri zu verbinden hält Strasser entgegen, dass eine solche Rekonstruktion der Hafenanlagen bei der Ausgrabungsstätte problematisch wäre, da der Meeresspiegel zur Zeit der Minoischen Eruption niedriger lag. Zudem gab es im östlichen Mittelmeer in der Bronzezeit viele Siedlungen mit Doppelhäfen, wovon allein 17 durch Ausgrabungen bekannt sind. Und gerade die Häfen sprächen dagegen, dass es sich bei der Stadt auf der rechten Freskoseite um Akrotiri handele, da mit der Caldera im Norden ein weitaus besserer natürlicher Hafen vorhanden war.

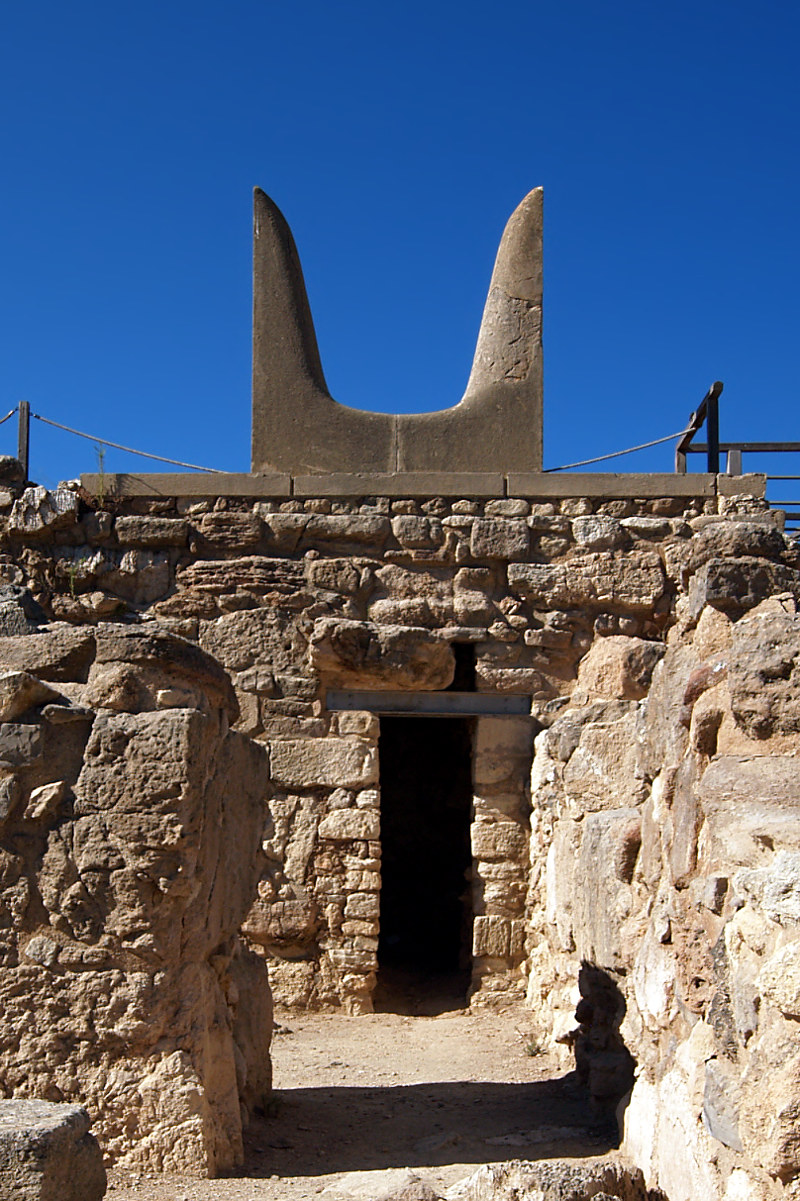
Kulthörner in Knossos

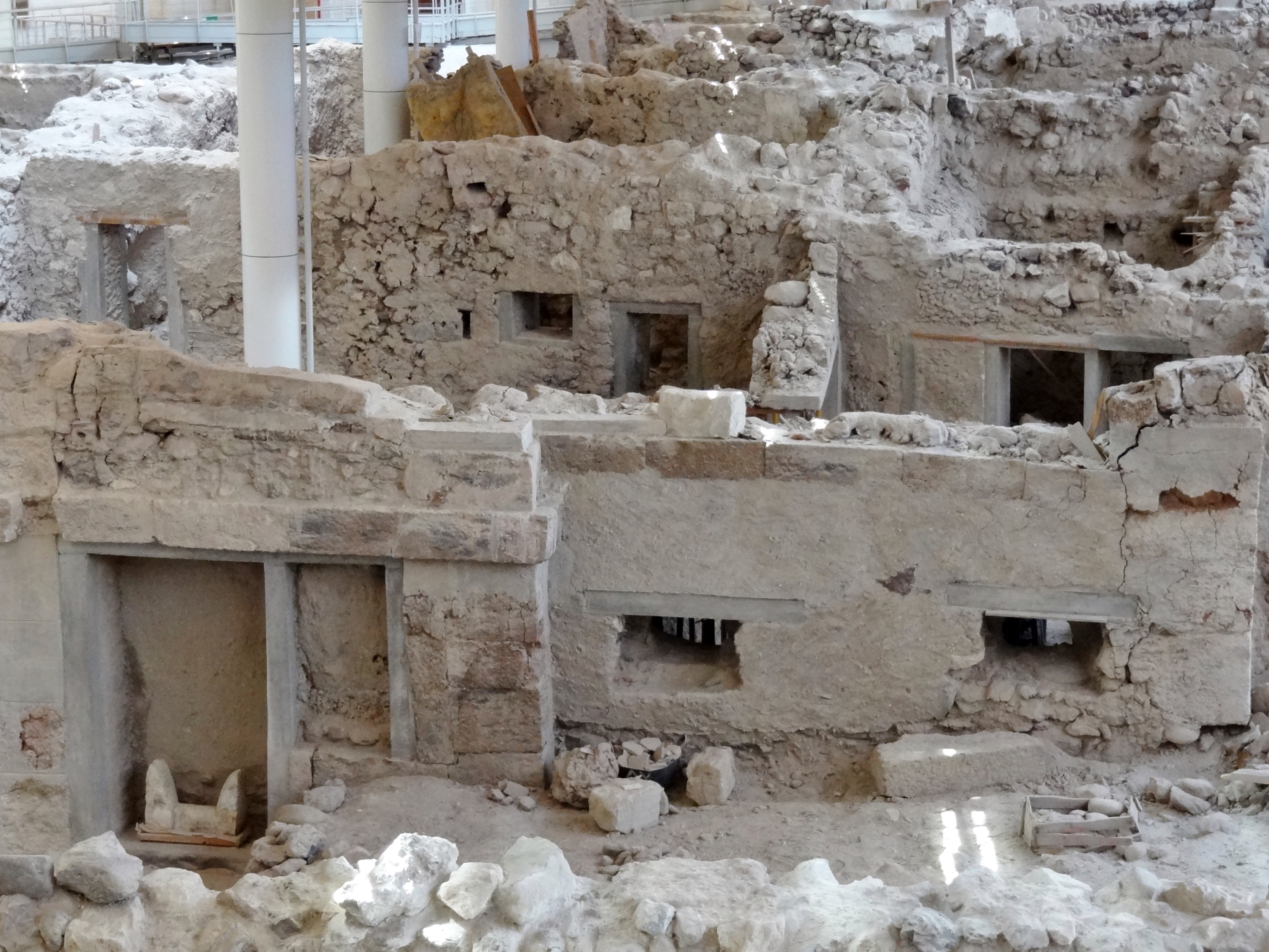
Fund von Kulthörnern als Architekturelement eines Hauses am „Platz der Doppelhörner“ in Akrotiri

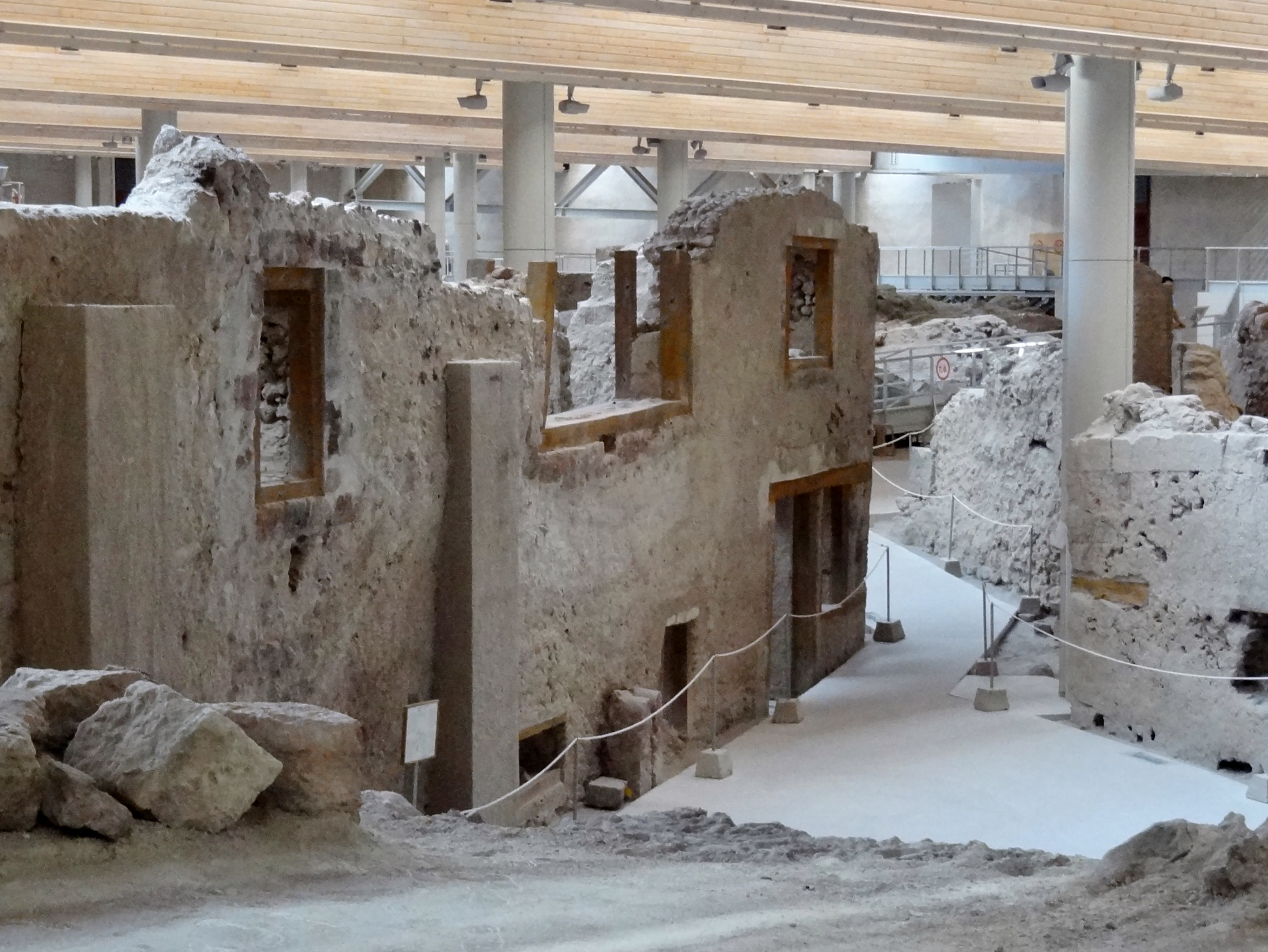
Dreiecksplatz der Ausgrabungsstätte von Akrotiri mit dem Westhaus auf der linken Seite

Auch die Stadtansicht der rechten Seite des Schiffsfreskos passt nicht zu den Ausgrabungsergebnissen von Akrotiri. Kulthörner der dargestellten Größe auf Mauern oder eine Freitreppe kennt man von Knossos, nicht jedoch von Ausgrabungen auf Santorin. In Akrotiri wurden lediglich kleinere Kulthörner als Architekturelement an einem Haus gefunden, nach denen die Freifläche vor dem Haus „Platz der Doppelhörner“ genannt wurde. Strasser umgeht dies bei seiner Theorie damit, dass er die rechte Stadt in einem Bereich ansiedelt, der heute nicht mehr existiert, auf einer ehemaligen Landmasse zwischen Thirassia und Aspronisi, südöstlich des Alafouzos-Steinbruchs von Thirassia. Selbst die linke Stadt liegt für ihn innerhalb der Caldera, bei Raos im Süden von Santorin. Das Westhaus von Akrotiri beschreibt er als bescheiden eingerichtet, dabei mit allen Annehmlichkeiten für seine Bewohner, jedoch in keiner Weise „königlich“ oder auf Außenwirkung bedacht. Als größeres Haus der Siedlung von Akrotiri dominiert das Westhaus den Dreiecksplatz. Es fügt sich jedoch in die Siedlungsstruktur ein, einer Siedlung, die in keiner Weise den Palastanlagen auf Kreta oder auch den Darstellungen der Städte auf dem Schiffsfresko gleicht.
Nanno Marinatos hält das Westhaus für den Wohnsitz einer Priesterfamilie. Dagegen spricht die, wie sie selbst feststellte, im Gegensatz zu den Adoranten mit den Fischen in Raum 5 des Obergeschosses „nachlässig“ gemalte ‚Junge Priesterin‘ im Durchgang von Raum 4 zu Raum 5. Bezieht man die acht in Originalgröße an die Wände gemalten „Kapitänskajüten“ oder Ikrias in Raum 4 in die Betrachtung mit ein, so könnte man eher von einem „Admiralshaus“ sprechen, wie dies gelegentlich der Fall ist, in dem sich Schiffsführer trafen, um in Raum 3 des Obergeschosses zusammen zu sitzen, in Raum 6 zu essen oder aus ihm bewirtet zu werden und in der Westecke von Raum 5 rituelle Opferhandlungen durchzuführen. Der kultische Zweck von Raum 5 wird heute kaum mehr angezweifelt. Hinsichtlich des Inhalts der Fresken bestehen jedoch weiter Differenzen. Einige Wissenschaftler, wie Konstantinos Iliakis (1978), Sarah Morris (1989, 2000), Stefan Hiller (1990), Tessy Sali (2000), Christos Boulotis (2005), Eric H. Cline und Assaf Yasur-Landau (2007) und Vance Watrous (2007), nehmen an, dass keine realen Landschaften oder speziellen Anlässe dargestellt sind, sondern Überlieferungen oder mythologische Erzählungen. Da es aus der minoischen Kultur jedoch keine Schriften gibt, deren Inhalte man kennt, weder die kretischen Hieroglyphen noch die Linearschrift A sind entziffert, haben Allegorien eine schlechte Basis. Einzig aus der Ikonografie kann man auf den Inhalt der Fresken schließen.

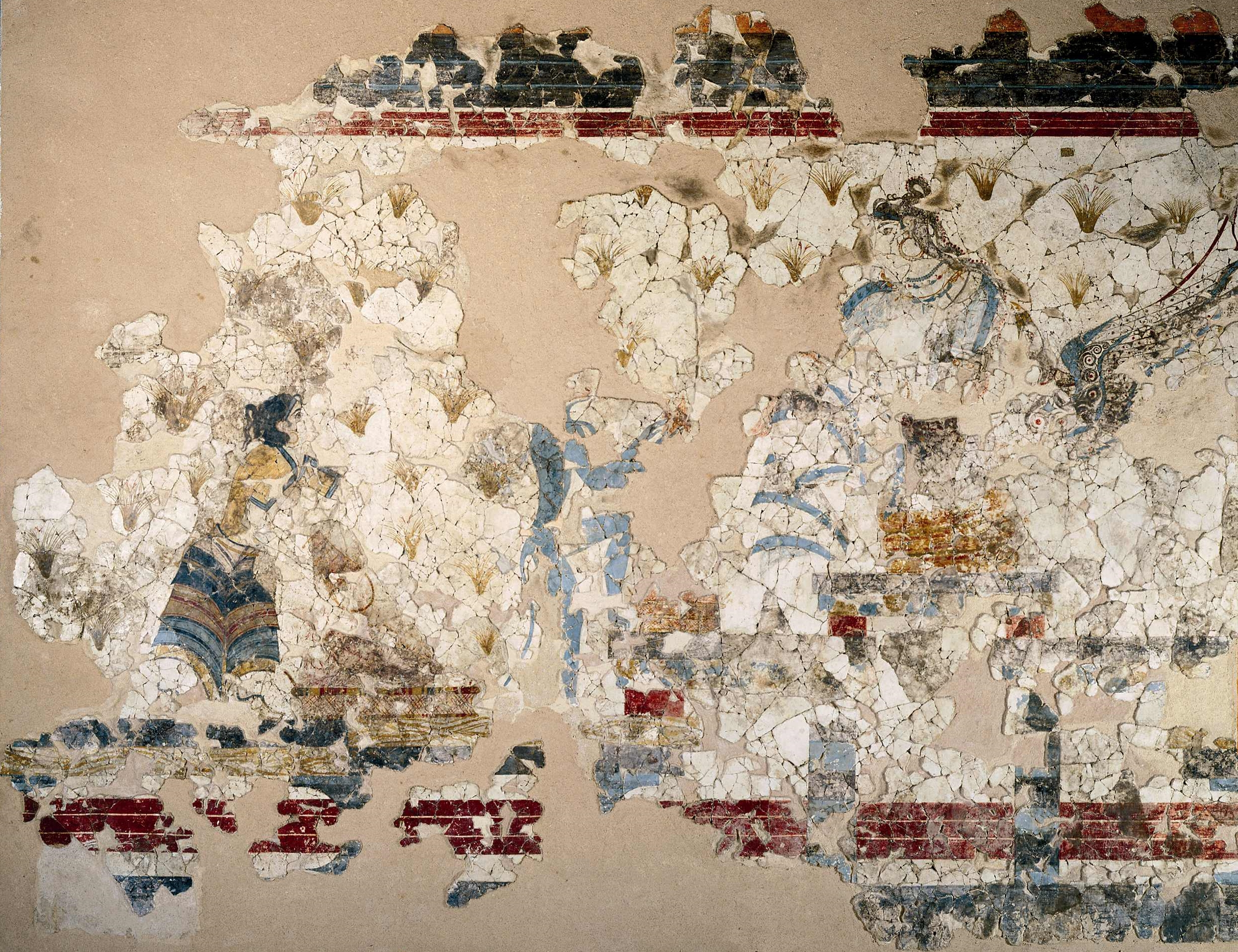
Fresko einer thronenden Göttin aus Xesti 3 der Ausgrabungsstätte von Akrotiri mit einem Greif als Begleiter

Dies führt zur Symbolik der Fresken in Raum 5 des West- oder Admiralshauses. Wie das Schiffsfresko, so sind auch die anderen Miniaturfriese sehr detailreich gestaltet. Dabei fällt die naturalistische Darstellung auf, von der allerdings in zwei Punkten abgewichen wird, bei den abgebildeten Raubkatzen in freier Wildbahn und bei dem Greifen auf dem Nordostfries mit der Flusslandschaft. Löwen und Leoparden wurden zwar in der Kunst der Ägäis oft verwendet, sie gehören jedoch nicht zum natürlichen Lebensraum. Greifen sind nur in einem mythologischen oder kultischen Zusammenhang aufzufassen. In Raum 3 des Obergeschosses von Xesti 3 der Ausgrabungsstätte von Akrotiri wurde ein Fresko gefunden, das eine auf einem Thron sitzende Göttin zeigt, hinter der sich ein Greif befindet. Es ist auch als Fresko der „Krokuspflückerinnen“ oder „Safransammlerinnen“ bekannt, da mehrere weibliche Personen zu sehen sind, die Blüten des Crocus sativus in Körben sammeln und der Göttin darbringen. Direkt vor der Göttin steht dabei ein blauer Affe.
Nanno Marinatos beschreibt die thronende Göttin in Xesti 3 als „Herrin der Natur“, als Fruchtbarkeits- und Muttergöttin. Vielfach wird sie mit der Potnia theron in Verbindung gebracht, übersetzt „Herrin der Wilden“, gedeutet als „Herrin der wilden Tiere“. Sie wurde meist symmetrisch zwischen zwei wilden Tieren, wie Löwen, Greifen, Hirschen oder Wasservögeln, dargestellt. Aus minoischer Zeit sind entsprechende Fresken und Siegel bekannt. Ihre Attribute gingen später auf die Göttin Artemis über, die bei Homer den Beinamen Pothnia theron trägt (Ilias 21,470). In mykenischer Zeit taucht auf Linear-B-Tafeln aus Knossos als Beiname der Artemis, mykenisch a-te-mi-to (𐀀𐀳𐀖𐀵) oder a-ti-mi-te (𐀀𐀴𐀖𐀳), die Bezeichnung qe-ra-si-ja (𐀤𐀨𐀯𐀊) auf, was wohl „Göttin von Thera“ bedeutet. In der griechischen Mythologie erscheint die Titanin Rhea in Begleitung von Löwen. Als Symbol für die Göttin und ihr Verhältnis zur Insel Thera wären der Greif und die Raubkatzen in der Flusslandschaft sowie der Löwe im Schiffsfresko verständlich. Sie versinnbildlichten die Anwesenheit der Göttin in Beziehung zu einem bestimmten Bereich des jeweiligen Bildes, im Fresko der Flusslandschaft für den gesamten Fries, im Schiffsfresko für die Landmasse hinter der linken Stadt. In beiden Fällen könnte man eine Verbindung der Göttin, der Potnia theron, mit der Insel Thera (Santorin) annehmen.

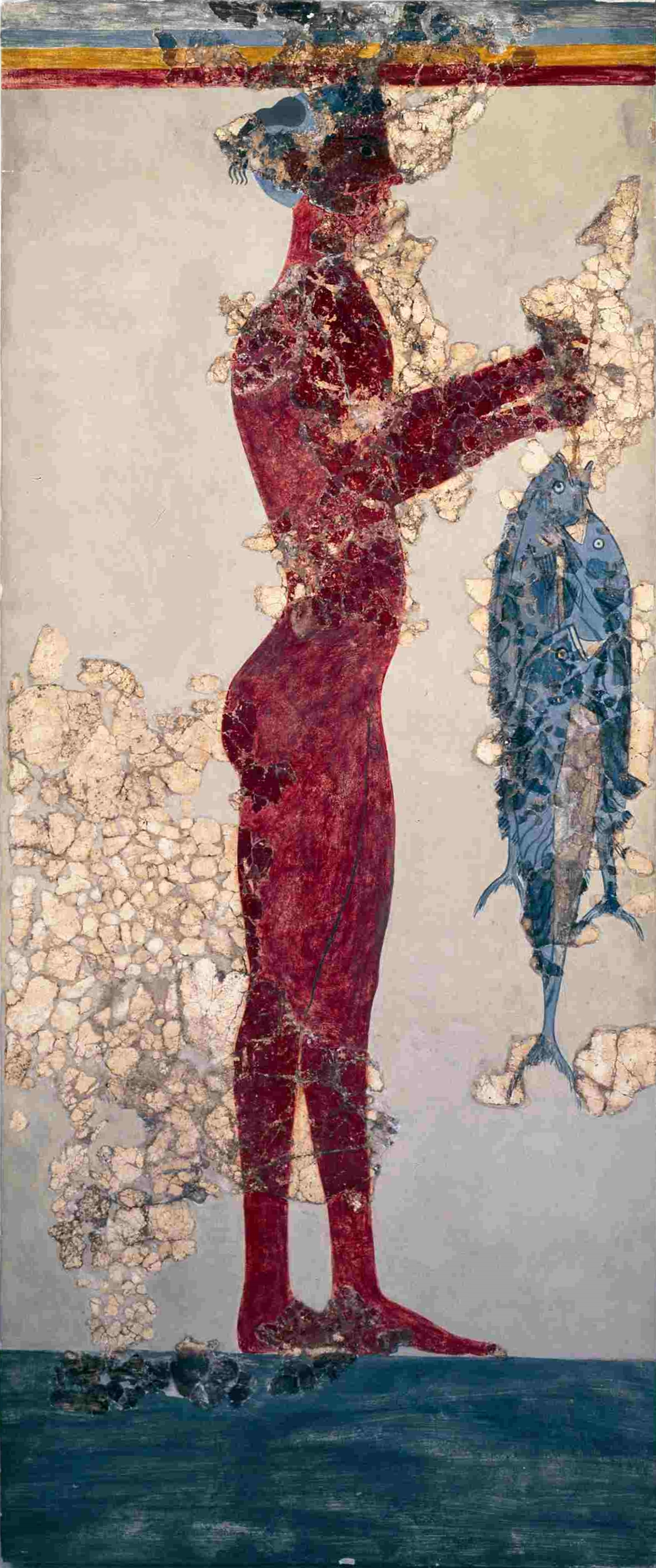
Adorant mit Fischen

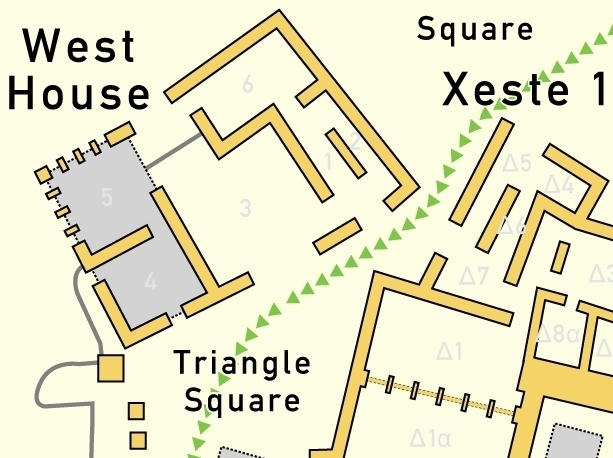
Genordeter Grundriss des Westhauses mit den Fensteröffnungen von Raum 5 im Westen

Schaut man sich nun die Beziehung der Fresken aus Raum 5 des Westhauses zueinander an, so ist auch eine gewisse Ausrichtung zu erkennen, nach Westen bzw. Südwesten. Das betrifft nach Nanno Marinatos sowohl die beiden Adoranten mit den Fischen, die sich, schreitend dargestellt, bei einer Fortbewegung in der Westecke des Raumes träfen, als auch die Friese unter der Decke an der Nordwest- bzw. Südostwand, die ikonografisch beide in Richtung Südwesten weisen. Das Schiffsfresko sei dabei keine Fortsetzung des Nordwestfrieses, wie von einigen Wissenschaftlern angesprochen, jedoch in einem thematischen Zusammenhang von Sieg und Siegesfeier zu verstehen. Der Nordostfries mit dem Greif und den Jagdszenen in der Flusslandschaft bildet dabei für beide den Ausgangspunkt. Man könnte den Nordostfries als Landschaft Theras, in der die als Greif versinnbildlichte Potnia theron zu Hause ist, auffassen und die Fensterseite des Raumes, in dessen Westecke geopfert wurde, als Öffnung der Caldera zum offenen Meer, durch die die Flotte der Bewohner Theras zu anderen Inseln und Ländern aufbricht. Ausrichtung und Inhalt der Fresken in Raum 5 sowie der dort gefundene Opfertisch mit den aufgemalten Delfinen und Meeresmotiven sprächen für den Kultort einer Meeresgottheit.
Die Hypothesen, die die Schiffsprozession innerhalb der Caldera verorten, nehmen die Ausrichtung des Freskos nach Südwesten nicht auf. Bei Thomas Strasser liegt der Zielort im Nordwesten, bei Walter Friedrich und Annette Højen Sørensen im Süden. Die Delfine als Metapher für das offene Meer, wie von Strasser angenommen, werden von Friedrich und Højen Sørensen nicht berücksichtigt. Gleiches gilt für die nicht vorhandene Landmasse zwischen der linken und der rechten Stadt auf dem Schiffsfresko, da ja nach beider Auffassung die Prozession an der Küste innerhalb der Caldera entlangführen müsste. Strassers Ansicht hingegen, dass die Verbindung der Caldera zum offenen Meer abgebildet ist, erscheint wegen der auch zwischen den Schiffen aus dem Wasser springenden Delfine fragwürdig. Stimmt seine Deutung der Delfine, führen zumindest die hinteren, oben dargestellten Schiffe im offenen Meer, um von einem Ort innerhalb der Caldera zu einem anderen Ort innerhalb der Caldera zu gelangen. Die Metapher der Delfine stützt eher die Ansicht Nanno Marinatos’, dass die Schiffsprozession eine Insel mit einer anderen verbindet, auch wenn Marinatos davon ausgeht, dass die Schiffe von „einer benachbarten Insel“ nach Akrotiri kommen könnten, eine solche nicht als Zielort haben.

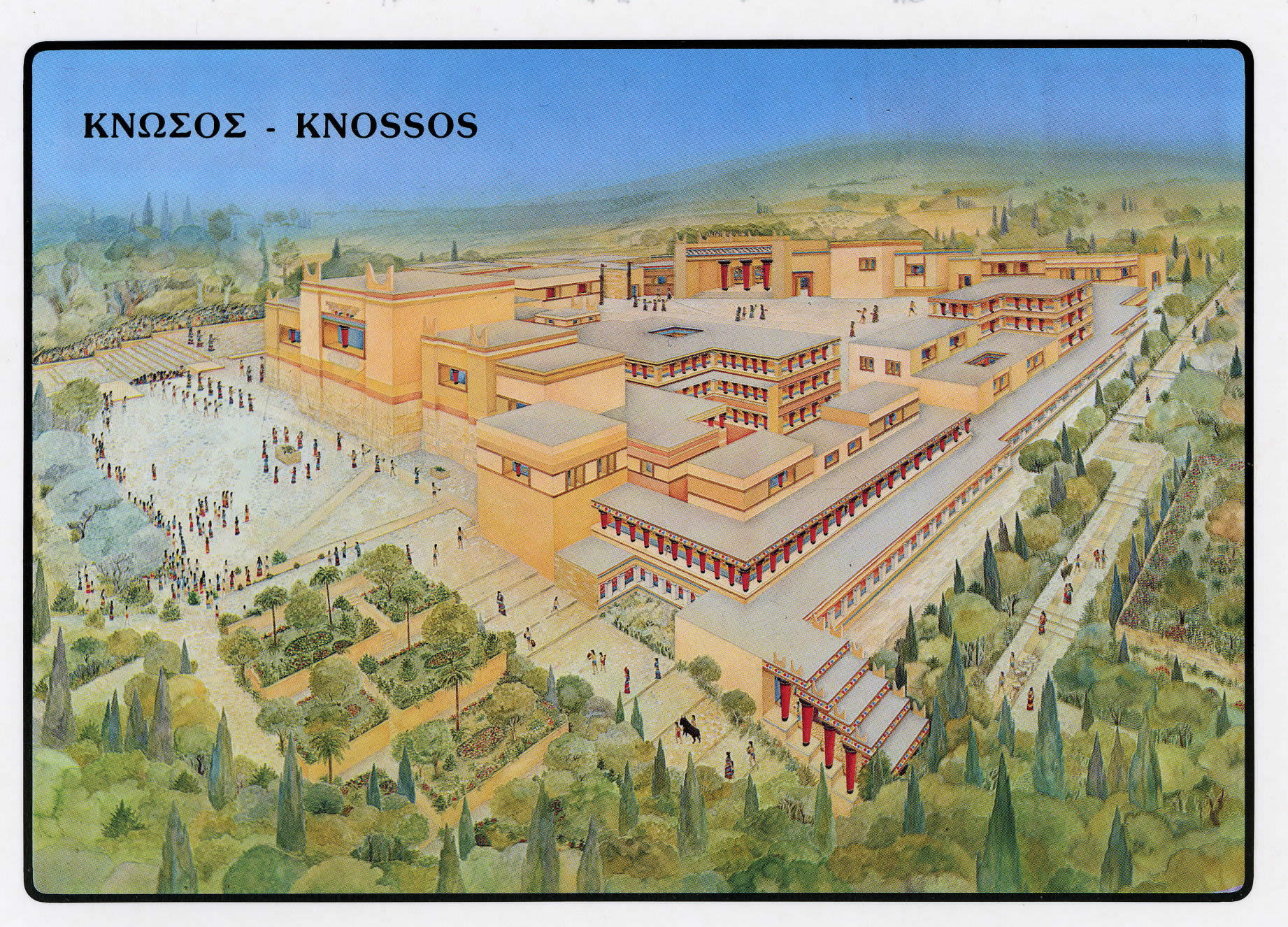
Rekonstruktion des Palastes von Knossos auf Kreta

Die Jagdszene als Symbol für die Anwesenheit der Göttin (Potnia theron) auf Thera hinter der Stadt auf der linken Seite des Freskos spricht für eine andere Richtung: von der Caldera Santorins nach Westen und Süden über das Meer zu einer benachbarten Insel. Vergleiche mit neuzeitlichen, durch Paddeln vorangetriebenen Langbooten der Maori, Haida und Nootkan von Vancouver Island lassen dabei eine Reisegeschwindigkeit von etwa 7 Knoten bzw. 13 km/h und eine Reichweite von 800 bis 2200 Kilometer für die Kykladenschiffe auf dem Schiffsfresko von Akrotiri annehmen. Kreta, die nächstgelegene Insel im Südwesten mit dem Zentrum der minoischen Kultur Knossos, wäre auf diese Weise bei einer Entfernung von ungefähr 130 Kilometern, mit Unterstützung durch den Meltemi und den damit einhergehenden Meeresströmungen, in etwa zehn Stunden erreichbar gewesen. Für Schiffe wie das Boot mit dem Rahsegel auf dem Fresko gibt und gab es wahrscheinlich auch im Altertum fast das ganze Jahr über gute Segelverbindungen von der Insel Thera zur Nordküste von Kreta.